# アイカツ!
『アイカツ!』は、バンダイが発売するトレーディングカードアーケードゲーム筐体・データカードダス（DCD）を使用した日本のアーケードゲーム。ゲームは日本では2012年10月25日から稼動を開始し、2016年5月18日まで稼働していた。キャッチコピーは「国民的アイドルオーディションゲーム」。

## 概要
DCDを使用した女児向けタイトルとしては『プリキュアデータカードダス』シリーズが存在しているが、本作では既存のキャラクターを使用せずバンダイナムコグループのオリジナル企画としてバンダイとサンライズが一から世界観を構築している点に特徴がある。また、本作に限らずDCD全般において機種の更新が課題となっていた中で本作は2012年7月に稼動を開始した『百獣大戦グレートアニマルカイザー』に続き、同時に女児向けタイトルとしては初めて業務用基板「ES2 PLUS」搭載した新型筐体を使用している。
10月25日のゲーム稼動開始に先駆けて、サンライズ制作（2015年4月からは同社から分社したバンダイナムコピクチャーズに制作が移行）のテレビアニメが10月8日よりテレビ東京系列で放送。ゲーム・アニメのPR活動を担当するスペシャルコラボパートナーには、当時AKB48に所属していた板野友美が起用されていた（第1部）。
2013年10月からアニメが2年目に突入したのとほぼ並行してゲームも第2期に突入し、「2014シリーズ」として稼働開始。スペシャルコラボパートナーにはAKB48の島崎遥香が新しく起用された（第2部）。
2014年7月27日にアニメ3年目新展開、ゲーム「2015シリーズ」が発表され、同年10月2日から稼働開始された。スペシャルコラボパートナーにはRev. from DVLの橋本環奈が新しく起用された（第3部）。また橋本はゲーム「2016シリーズ」でも引き続きスペシャルコラボパートナーを務めることになった。
本来のターゲットである小学女児だけではなく、年齢を問わず中学生・高校生、そして青年層を主体とする大人までと女性プレーヤー層はかなり幅広い。10年前にキッズ向けアーケードゲーム『オシャレ魔女♥ラブandベリー』を遊んだ世代が成長して今は『アイカツ!』を遊んでいるという。子供連れの場合は親子（母と娘）でプレイするケースもかなり多い。「アイカツおじさん」と呼ばれる成人男性ファン（＝大きいお友達）もおり、本来女児向けのゲームを成人男性がプレイする事自体は悪いことではないものの、筐体を占拠したりという問題行動を起こす大人のプレイヤーも見られ問題になっていることや、小学生女児5人組がプレイ中の成人男性からカードのトレードを装ってレアカードを盗むという事態も見られたりしている。同社によると、ユーザーはコアターゲットの小学1 - 3年生女児が8割以上で、「大人の男性は1割以下」という。
2016年5月より新シリーズ『アイカツスターズ!』に移行。同月18日をもって稼働を終了した。『アイカツスターズ!』ではICデータの引継ぎや今作アイカツカードの使用は可能となる。
2017年10月で稼動開始から5周年の節目を迎える。これに併せ、同年8月より本作と『アイカツスターズ!』のコラボ企画を展開し、8月30日に特別番組「みんなのアイカツ！～星のあかりでゆめを見て～」が放映された。
2018年1月に新シリーズ『アイカツフレンズ!』が発表となった。同年4月より稼働。
2019年8月には新シリーズ『アイカツオンパレード!』が発表された。同年10月から稼働。
2020年8月には新シリーズ『アイカツプラネット!』が発表された。同年12月より稼働しており、筐体が3代目に一新される。同作は2023年3月30日をもって稼働を終了し、これによりシリーズは事実上の休止に入っていたが、グッズ展開を中心としたメディアミックスは継続していた。
2024年7月には新プロジェクト『アイカツアカデミー!』が発表された。アーケードゲームとテレビアニメを主軸としていた過去のシリーズとは異なり、バーチャルライブエンターテインメントに特化した作品となる。

## 登場人物
アーケードゲーム版とアニメ版ではリアルタイムでリリース連動性がある。ただ、AIKATSU8の例でも見られる様にストーリーとゲームランキングではユニットが変わる場合がある。また、アーケードゲーム版においては登場キャラクターも参照。シリーズによって可変する。
また、アニメ版において第4シーズンでは『ルミナス☆ジャパンツアー』などで徳島県とハワイ島が絡むエピソードが無いために荒灘はづきとモニカ・キキィに関しては未登場である。

## 用語

### 学園
スターライト学園（スターライトがくえん）
ゲームおよびアニメの舞台となる名門アイドル養成校。女子校。学園長は光石織姫。
制服は冬服と夏服が存在する。レッスン着はジャージでタイプごとに色が異なる。
ドリームアカデミー
新設のアイドル学校。略称ドリアカ。女子校。学園長は夢咲ティアラ。都心の海沿い埋立地ひとつが丸ごと学園になっている。アイドルコース以外にプロデューサーコース、デザイナーコースがある。
スターライト学園と同様、制服は冬服と夏服が存在する。レッスン着はジャージでタイプごとに色が異なる。
姫桜女学院（ひめざくらじょがくいん）
藤原みやびが通う京都のアイドル学校。学院長は桜色花伝のトップデザイナーでもある。
エトワール学院（エトワールがくいん）
栗栖ここねが通う神戸のアイドル学校。
小町女学院（こまちじょがくいん）
花輪やよいが通う秋田のアイドル学校。アイドルの個性を伸ばす方針をとっている。
美ら海ビートアカデミー（ちゅらうみビートアカデミー）
波照間みなみが通う沖縄のアイドル学校。ダンスに力を入れている。
なにわ天下一学園（なにわてんかいちがくえん）
堂島ニーナが通う大阪のお笑い学校。お笑いコースの他、アイドルコースもある。
瀬戸内女学園（せとうちじょがくえん）
荒灘はづきが通う徳島のアイドル学校。
Waikiki School（ワイキキスクール）
モニカ・キキィが通うハワイのアイドル学校。

### アイテム
学生証（がくせいしょう）
スターライト学園やドリームアカデミー、姫桜女学院、エトワール学院、なにわ天下一学園などのアイドル学校での学生証。
アーケードゲームではDCDのプレイ履歴を記録する専用ICカードを指してこう呼んでおり、マイキャラを作成することも可能。デザインはスターライト学園のものとなっている。記録回数の限度は400回（ただし、トライアルヴァージョンは100回）。
アイカツカード
トップス・ボトムス・シューズ・アクセサリーの4種類の衣装に対応したカード。トップス&ボトムス（トップスとボトムスのワンピース型）も存在する。
アニメでは衣装をパソコンでカードに変換させている。ブランドトップデザイナーによるプレミアムコーデは特に「プレミアムレアカード」（プレミアムカード）と呼ばれる。
スクールドレス
スターライト学園やドリームアカデミーの学園ステージ衣装。さまざまなデザインで種類やカラーが豊富。スターライト学園はチェック柄、ドリームアカデミーはストライプ柄がモチーフとなっている。
スターライト学園
ステージコーデ
1stシーズンに登場。トップスとシューズのデザインは8通りあり、ボトムスのパニエスカートが共通している。
トルテコーデ
2ndシーズンに登場。パティシエがモチーフ。トップスのデザインはパフスリーブ型（いちご・朝美）・ノースリーブ型（あおい・おとめ・さくら・しおん・ミシェル）・ベアトップ型（蘭・かえで・ヒカリ）・パフスリーブ+ベアトップ型（ユリカ・あかり）の4通り、シューズはシューズ（いちご・ユリカ）・スニーカー（あおい・おとめ・かえで）・ブーツ（蘭・さくら・しおん・ヒカリ・あかり）の3通りで、ボトムスのプリーツスカートが共通している。
パレードコーデ
3rdシーズン・4thシーズンに登場。マーチング風のデザインが特徴。中等部のトップスのデザインはベスト型（あかり・みやび）、パフスリーブ型（スミレ・ここね）、ショートベスト型（ひなき・まどか・のの）、ベアトップ型（珠璃・凛・リサ）の4通り、シューズもショートブーツ（あかり・みやび・のの）、編み上げブーツ（スミレ・ここね）、スニーカー（ひなき・凛）、ニーハイブーツ（珠璃・まどか・リサ）の4通りある。高等部はトップス・シューズ共に全員共通で、中等部・高等部共にボトムスのプリーツスカートが共通している。
ドリームアカデミー
ドリームコーデ
2ndシーズンに登場。様々な色が組み込まれたストライプ柄のスカーフやスカートと、ベルトやブーツに使われている臙脂色の差し色が特徴。作中に登場したのはセイラ、きい、そら、マリアのものの４種。
ユニットドレス
ユニット用にデザインされたドレス。
星座ドレス
2014シリーズより登場。黄道十二星座をモチーフとしており、全部で12種類存在している。基本的に星座と誕生日が一致するアイドルが選ばれているが、ふたご座のみはいちごとセイラによるユニットドレスとなっている。
ロマンスドレス / ドリームドレス
2015シリーズより登場。童話などをモチーフとしている。
フィーバードレス
2016シリーズより登場。
マジカルコーデ
『アイカツ！ 〜ねらわれた魔法のアイカツ！カード〜』に登場。ピンク・パステル・ガーデン（以上キュート）、ブルー・エメラルド・ネイビー（以上クール）、パープル・レッド・ベリー（以上セクシー）、イエロー・グリーン・オレンジ（以上ポップ）の12種類がある。
アイカツフォン
学園生に支給される携帯電話兼電子手帳。アイカツ!カードの電子データを収録できる。玩具として商品化もされている。
アイカツフォンスマート
2ndシーズンに登場。玩具として商品化もされている。
アイカツフォンルック
3rdシーズン・4thシーズンに登場。玩具として商品化もされており、ゲームとの連動機能もある。
キラキラッター
アイカツフォンで使えるSNSアプリ。
アイドルック
アイカツフォンルックで使えるアプリ。アイドルだけが使えるアプリであり、スケジュール管理やオファーが届くこともある。

### アイドル関連
スターライトクイーン
スターライト学園のトップの生徒を「スターライトクイーン」と呼び、毎年スターライトクイーンを決める「スターライトクイーンカップ」が行われる。
これまでに神崎美月や有栖川おとめ、北大路さくらなどがスターライトクイーンに選ばれている。
スターライトクイーンは特別専用寮が用意され、その年のクイーンになった生徒の名前に因んで「美月パレス」「おとめ御殿」「さくら荘」と名付けられる。
フィッティングルーム
アイカツシステムの中心となる学生証とアイカツ!カードをセットすることで着替えることが出来るルーム。
レジェンドアイドル
スペシャルアピールの限界を超えた伝説のアイドルで、スペシャルアピールを常に4回以上まで出せる人達。
アーケードゲームでは2015シリーズよりアイドルランク「レジェンドアイドル」解禁。
スペシャルアピール
アイカツ!システムによって作り出されるステージ上のイリュージョン演出。種類には幾つかあり「ドレスアピール」、「タイプスペシャルアピール」、同ブランドのドレスアップによって出せる「ブランドスペシャルアピール」、一番難易度が高い「プレミアムスペシャルアピール」などがある。「チームアピール」や「ユニットアピール」、期間限定アピールなども存在する。また、美月やいちごのイリュージョンでは「キュートフラッシュ」「エンジェルアロー」「クールフラッシュ」などが使用されている。なおスペシャルアピールを二連続で、3回まで出すには並外れた体力を必要とするため体が慣れていないと急激に力が抜けてしまい目眩や立眩に近い症状を起こす。
星座アピール
2014シリーズ第1弾より登場の「星座ドレス」によるスペシャルアピール。観客のボルテージが最高潮になったときに出せるシステム。
オープニングパフォーマンスでは「星座フィーバー」を出すことが可能。
アニメ内のパフォーマンスでは星宮いちごのスイートデビルコーデ以外は全てプレミアムドレスで、ブランドスペシャルアピールでは途中でそれぞれのキャラに応じた星座の残像が挿入される。
ロマンスアピール / ドリームアピール
2015シリーズ第1弾より登場の童話をモチーフにした「ロマンスドレス」、同シリーズ第4弾から登場の「ドリームドレス」によるスペシャルアピール。
オープニングパフォーマンスでは「ロマンスフィーバー」、「ドリームフィーバー」を出すことが可能。
アニメ内におけるブランドスペシャルアピールでは、背後にロマンスドレスやドリームドレスのエンブレムが挿入される。
フィーバーアピール
2016シリーズ第1弾より登場のアピールで、カードの左下にFEVER!のマークがあるカードを揃えてアピールレベルを10以上にすると出せる。
フィーバーアピールと普通のアピールの違いとしては、動き方やエフェクトなどがあげられる。
アニメ内でもフィーバーアピールが出されており、4thシーズンのスターライトクイーンカップ回で出されたアピールは全てフィーバーアピールである。

### タイプ
本作品のタイプは『アイカツオンパレード!』まで共通で用いられている。
キュート
王道的な可愛らしさを表すタイプ。マークはピンクのハート。星宮いちご、北大路さくら、姫里マリア、大空あかり、天羽まどか、モニカ・キキィなどがキュートタイプ。
ブランドではAngely Sugar、Aurora Fantasy、Dreamy Crownがキュートタイプ。
スペシャルアピールは「キュートフラッシュ」。学園のジャージカラーはピンク。マイキャラの声優は加隈亜衣。
クール
カッコよさを体現するタイプ。マークはブルーのダイヤ。霧矢あおい、藤堂ユリカ、音城セイラ、神谷しおん、氷上スミレ、黒沢凛、服部ユウ、波照間みなみ、荒灘はづきなどがクールタイプ。
ブランドではFUTURING GIRL、LoLi GoThiC、Swing ROCK、Dance Fusionがクールタイプ。
スペシャルアピールは「クールフラッシュ」。学園のジャージカラーは水色。マイキャラの声優は五十嵐裕美。
セクシー
大人っぽいスタイルのタイプ。マークはパープルのスペード。紫吹蘭、神崎美月、風沢そら、三ノ輪ヒカリ、紅林珠璃、藤原みやび、大地のの、白樺リサなどがセクシータイプ。
ブランドではSPICY AGEHA、LOVE QUEEN、Bohemian Sky、LOVE MOONRISE、Sangria Rosa、桜色花伝、Dolly devilがセクシータイプ。
スペシャルアピールは「セクシーフラッシュ」。学園のジャージカラーは紫。マイキャラの声優は2015シリーズから中恵光城（2014シリーズは不明）。
ポップ
明るくカラフルで個性的なタイプ。マークはイエローのクラブ。第2弾に追加されたタイプ。有栖川おとめ、一ノ瀬かえで、冴草きい、夏樹みくる、新条ひなき、栗栖ここね、花輪やよい、堂島ニーナなどがポップタイプ。
ブランドではHAPPY RAINBOW、MAGICAL TOY、ViVid Kiss、Retro Clover、Mecha PaniQがポップタイプ。
スペシャルアピールは「ポップフラッシュ」。学園のジャージカラーはオレンジ。マイキャラの声優は松嵜麗。
マイキャラパーツは各タイプ2種類ずつ顔パーツが用意されている（セクシータイプの2種とキュート、クール、ポップの2種目は2014シリーズから登場）。マイキャラの声優は後継作『アイカツスターズ!』でも全員続投している。

### ブランド

#### キュートブランド
Angely Sugar（エンジェリーシュガー）
星宮いちご、天羽まどかの愛用ブランド。デザイナーは天羽あすかで、彼女はまどかの祖母である。
美の巨匠と言われた伝説のデザイナーが女の子の魅力を最大限に引き出すために作られたブランド。エンジェリーマウンテンの頂にある。
初めてのデートにエンジェリーシュガーの洋服を着ていくとその彼と結ばれるという伝説がある。
モチーフは天使や羽、リボン、ハート。カラーはパステルカラー（パステルグリーン、ピンク、ベビーピンク、パステルブルー、パステルイエロー、パステルパープルなど）
マスコットキャラクターは「エンジェリーベアー」で、エンジェリーベアーのぬいぐるみは実際に商品化もされている。
スペシャルアピールは「エンジェルアロー」、プレミアムコーデでは「プレミアムエンジェルアロー」。演出ではアピール名の如く天使の羽をあしらった弓矢ではるか上のハートを射抜く。フィーバーでは弓矢が5つに増えている。
ゲーム内でのAngely Sugarのブランドチャームは「AS」と記されている。
Aurora Fantasy（オーロラファンタジー）
北大路さくら、姫里マリア、ハワイ代表であるモニカ・キキィの愛用ブランド。デザイナーはグリーン・グラス（柊 リサ、柊 エレナ）。4弾から登場。
妖精が童話の中から出てきたようなファンタジックなブランド。北欧の民族衣装やバレエ衣装などにも雰囲気が似ているので舞台衣装としても高い評価を受けている。
モチーフは野の花、妖精、ツタなど。カラーはパステルカラー（フェアリーブルー、カナリアイエロー、ポピーピンク、アップルグリーン、リーフグリーンなど）。
スペシャルアピールは「アラウンドブーケ」、プレミアムコーデでは「プレミアムアラウンドブーケ」。演出では咲き誇る花の中を妖精がくぐり抜け、地表へ抜けるとハート型の花の大輪が浮び上がる。
ゲーム内でのAurora Fantasyのブランドチャームは「AF」と記されている。
Dreamy Crown（ドリーミークラウン）
大空あかりの愛用ブランド。デザイナーは天羽あすかの弟子、瀬名翼。2015シリーズ第1弾から登場。
ブランド名はデザインの高みを目指したいという意味から夢（＝ドリーミー）と王冠（＝No.1）を掛け合わせたもの。
Angely Sugarの要素を取り入れ、甘すぎない自立した女の子をイメージしたデザインが特徴で、散りばめられたパールや勲章であるリボンを取り入れるなど、大人っぽいモチーフやあしらいをプラスしている。
モチーフはクラウン、リボン、ハートのカギなど。カラーはパステル×ダーク（ベビーピンク、ピンク、ネイビー、パープルなど）。柄はストライプ、ドットなど。
マスコットキャラクターは「ドリーミーパピー」。
スペシャルアピールは「ドリーミングハート」、プレミアムコーデでは「プレミアムドリーミングハート」。演出ではハートのカギによって扉が開かれ、そこから現れたハートに抱きつきながらウインクする。フィーバーでは扉から現れたアイドルが浮遊しながら周囲のハートに集まり、最後は巨大なハートと王冠がとび出しながらアピールを決める。
ゲーム内でのDreamy Crownのブランドチャームは「DC」と記されている。

#### クールブランド
FUTURING GIRL（フューチャリングガール）
霧矢あおい、神谷しおん、四国代表である荒灘はづきの愛用ブランド。デザイナーは神代レイ。
パリコレでも認められている先鋭デザイナーが宇宙や近未来をテーマに立ち上げたブランド。
モダンデザインが特徴でオシャレに見せたい時の勝負服にぴったりの一歩先行くデザイン。
モチーフはシルバーチェーン、キラキラ、ブルージュエルなど。カラーは寒色系（シルバー、ネイビー、ブラック、ブルーグリーン、クールブルー、パープルなど）。
スペシャルアピールは「コスモショータイム」、プレミアムコーデでは「プレミアムコスモショータイム」。演出では惑星を自在に飛び回る。
ゲーム内でのFUTURING GIRLのブランドチャームは「FG」と記されている。
LoLi GoThiC（ロリゴシック）
藤堂ユリカ、氷上スミレの愛用ブランド。デザイナーは夢小路魔夜。3弾から登場。
中世ヨーロッパ貴族のような華やかなラインにダークカラーをデザインしたゴシック&ロリータがテーマのブランド。
モチーフは蝙蝠や蜘蛛の巣、青いバラ、黒猫、ブロックチェックなどダークなもの。カラーはダークカラー（シルバー、ネイビー、ブラック、ブルーグリーン、クールブルー、パープル、ダークレッド、ゴールドなど）。
マスコットキャラクターは「ゴシックバニー」。
スペシャルアピールは「クロックサーカス」、プレミアムコーデでは「プレミアムクロックサーカス」。演出では指が上を指すと同時に城の時計が現れ、そこから蝙蝠がとび出す。フィーバーでは両腕を広げたところで城が現れ、時計針が真上にくると同時に蝙蝠がとび出す。
ゲーム内でのLoLi GoThiCのブランドチャームは「LG」と記されている。
Swing ROCK（スイングロック）
音城セイラ、服部ユウの愛用ブランド。デザイナーはマキナ。2014シリーズ第1弾から登場。
大人気バンド「swings」がライブ会場で自分たちのライブドレスを発売したところ人気が出たブランド。
モチーフは音符、スタッズ、黒猫など。カラーはブラックネオンカラー（ブラック、ネオンイエロー、ネオンオレンジ、ネオンピンク、ネオンレッドなど）。
マスコットキャラクターは猫のキャラクター（名前は不明）。
スペシャルアピールは「パッションビート」、プレミアムコーデでは「プレミアムパッションビート」。演出では1・2・3のリズムでガーリーロックギターを鳴らすというもので、プレミアムでは最後に「ROCK」の文字が入る。
ゲーム内でのSwing ROCKのブランドチャームは「SR」と記されている。
Dance Fusion（ダンスフュージョン）
黒沢凛が愛用するブランド。デザイナーはジョニー別府の元パートナーで、超一流のダンサーでもあるサニー。2015シリーズ第4弾から登場。
ダークカラーやシルバーのクールなデザインにネオンカラーの差し色が特徴のデザイン。
世界に旋風を巻き起こした伝説のダンサーのソウルを継承したNO.1ダンススタイルブランド。
モチーフはピースマーク、ミラーボール、レコードなど。イメージカラーはシルバー、ブルー、グリーン、ブラックなど。
スペシャルアピールは「エレクトログルーヴ」、プレミアムコーデでは「プレミアムエレクトログルーヴ」。通常とフィーバーのいずれもネオンカラーで描かれたスピーカーとキレのあるポーズをストレートに描写している。
ゲーム内でのDance Fusionのブランドチャームは「DF」と記されている。

#### セクシーブランド
SPICY AGEHA（スパイシーアゲハ）
紫吹蘭、三ノ輪ヒカリの愛用ブランド。デザイナーは橘杏奈。
セクシー&ゴージャスがテーマで大胆な肌露出が特徴のギャルブランド。
夜にキラキラと舞う蝶をみて元カリスマがブランドを立ち上げた。クラブやイベントに最適で金曜日にはSPICY AGEHAを身にまとう女子が多い。
モチーフは蝶、バラ、ゴールドチェーンなど。カラーはスパイシーカラー（ゴールド、ワインレッド、ブラウン、カーキ、バイオレットなど）。
スペシャルアピールは「バタフライフリップ」、プレミアムコーデでは「プレミアムバタフライフリップ」。演出では背伸びしながら次第に蝶の姿になる。
ゲーム内でのSPICY AGEHAのブランドチャームは「SA」と記されている。
韓国など一部の国では「SPICY BUTTERFLY」に読み換えられている。
LOVE QUEEN（ラブクイーン）／LOVE MOONRISE（ラブムーンライズ）
いずれも神崎美月が愛用している自身のブランド。LOVE QUEENは5弾から、LOVE MOONRISEは2014シリーズ第4弾から登場。
LOVE QUEENはクイーンの品格を想わせるロイヤル感とデコラティブな宝石を主管としており、後にそれを元に美月自身がデザイナーとして一から作り上げたブランドがLOVE MOONRISEである。こちらは美月の象徴の月がメインとなっている。MOONRISEは「月の出」を指す。
外見の美しさだけでなく、確かな知性と豊かな愛情で、内面から輝きを発する本物の美の体現者でなければ着こなせない。
モチーフは宝石、貴金属、ティアラなどのラグジュアリーなデザイン。カラーはロイヤルカラー（ワインレッド、サルファーイエロー、ロイヤルブルー、モーヴパープル、エメラルドグリーンなど）。
2ブランド共通でスペシャルアピールは「ダブルムーンジュエル」、プレミアムコーデでは「プレミアムダブルムーンジュエル」。演出では放たれた2つの三日月が重なると同時に優雅にアピールを決める。
ゲーム内でのLOVE MOONRISEのブランドチャームは「LM」と記されており、このチャームはLOVE QUEENも対象となっている。
Bohemian Sky（ボヘミアンスカイ）
ドリームアカデミーのデザイナーである風沢そらが立ち上げた自身のブランド。2014シリーズ第2弾から登場。
エスニック、ウェスタン、ボヘミアンなど民族衣装を大人っぽくアレンジしたエスニックコーデなブランド。
モチーフは蓮の花、ピーコック柄、ペイズリー柄。カラーはアースカラー（テラコッタ、ウォームオレンジ、フォレストグリーン、カーキー、ピーコックブルーなど）。
スペシャルアピールは「スカイオアシス」、プレミアムコーデでは「プレミアムスカイオアシス」。演出では天空に浮かぶ大陸をひとり舞い踊り、周囲には植物が生い茂る。
ゲーム内でのBohemian Skyのブランドチャームは「BS」と記されている。
Sangria Rosa（サングリアロッサ）
紅林珠璃が愛用しているブランド。デザイナーはエンシエロ篤。2015シリーズ第2弾から登場。
スペイン発祥のブランド。アンダルシアの台地や風などの美しい自然からインスピレーションを得た自由で、情熱的なデザインが特徴。
フラメンコ衣装などを参考にした大人でエレガントなデザインの服は、着る人を情熱的に輝かせる。コンセプトはパッションコーデ。
モチーフはバラ、ビジュー、黒レースなど。イメージカラーはレッド、ブラック、オレンジ、パープル、ボルドー。
スペシャルアピールは「ブロッサムアモーレ」、プレミアムコーデでは「プレミアムブロッサムアモーレ」。演出では一輪のバラを口に銜えたアイドルがフラメンコする様子が描かれている。
ゲーム内でのSangria Rosaのブランドチャームは「SR」と記されている。
桜色花伝（さくらいろかでん）
藤原みやびが愛用しているブランド。2015シリーズ第3弾限定で登場。和をテーマとしたデザイン。
和装の魅力を若い女の子達に伝えたいという強い気持ちから、京都の老舗護符店の一人娘である姫桜女学院の学園長が立ち上げたブランド。
女の子達に「大和撫子」を目指してほしいという願いから、デザインには和風の花が多く取り入られている。コンセプトは和風モダンコーデ。
モチーフは桜、牡丹、扇子、撫子など。イメージカラーはピンク、パープル、藤色、レッドなど。
スペシャルアピールは「華傘の舞（はながさのまい）」、プレミアムコーデでは「プレミアム華傘の舞」。演出では舞い降りる無数の華傘から1つを手に持ったアイドルが撫子ポーズをする。
ゲーム内での桜色花伝のブランドチャームは「桜色」と記されている。
Dolly devil（ドーリーデビル）
北海道代表である大地ののと白樺リサが愛用するブランド。デザインは如月ルーシー。2016シリーズ第1弾から登場。
「ときには人形（＝ドール）のように可愛らしく、ときには大人っぽくセクシーに」をテーマにした小悪魔ガーリーなブランド。
事務所は原宿の一等地にある。
モチーフはデビル、リボン、レオパード柄など。イメージカラーはピンク、パープルなど。
スペシャルアピールは「ウィキッドルージュ」、プレミアムコーデでは「プレミアムウィキッドルージュ」。演出では化粧から小悪魔の構えをとる。フィーバーでは化粧から指先で小悪魔ガーリーな心を撃ちぬく。
ゲーム内でのDolly devilのブランドチャームは「Dd」と記されている。

#### ポップブランド
HAPPY RAINBOW（ハッピーレインボー）
有栖川おとめが愛用しているブランド。デザイナーは虹ヶ原マコト。2弾でポップタイプの発足と同時に登場。2014シリーズからロゴが微調整された。
洋服に超ビッグサイズのフルーツやキャンディが付いた、楽しくてカラフルなデザインは子供から大人まで大人気のブランド。
「誰でも着ればハッピーになれちゃう!」がコンセプト。超ビッグサイズのフルーツやキャンディはサイズ感が新しいと人々の注目を集めている。
モチーフはキャンディ、フルーツ、水玉など。カラーはトロピカルカラー（ビビッドオレンジ、アップルグリーン、スカイブルー、パインイエロー、パッションピンクなど）。
スペシャルアピールは「キャンディーレインボー」、プレミアムコーデでは「プレミアムキャンディーレインボー」。演出では腕を回しながら虹の輪を描き、ジャンプしてパラソルを開きながらキャンディの舞う虹の世界に飛び込む。
ゲーム内でのHAPPY RAINBOWのブランドチャームは「HR」と記されている。
MAGICAL TOY（マジカルトイ）
一ノ瀬かえで、冴草きいの愛用ブランド。デザイナーはマルセル。5弾から登場。
遊園地やマジシャン、ピエロ、木馬、びっくり箱などおもちゃ箱をイメージした愉快なブランド。
モチーフはぬいぐるみ、遊園地、サーカスなど。カラーはレインボーカラー（カナリアイエロー、アップルグリーン、チェリーピンク、スカイブルー、ライトパープルなど）。
スペシャルアピールは「トリックトイボックス」、プレミアムコーデでは「プレミアムトリックトイボックス」。演出では投げたシルクハットから次々とおもちゃや人がとび出していくもの。
ゲーム内でのMAGICAL TOYのブランドチャームは「MT」と記されている。
ViVid Kiss（ヴィヴィッドキス）
夏樹みくる、新条ひなきの愛用ブランド。デザイナーはKAYOKO（かよこ）。2014シリーズ第4弾から登場。
LA風カジュアルをベースにペイントやパッチワークなど型にはまらない自由な世界観をイメージしたブランド。シンプルなデニムに流行のカラーを合わせたデザイン。
モチーフはキスマーク、ヤシの木、サングラスなど。カラーはネオンカラー（ネオンイエロー、キャロットオレンジ、バブルガムピンク、マスカットグリーン、ソーダブルーなど）。
スペシャルアピールは「チアフルキッス」、プレミアムコーデでは「プレミアムチアフルキッス」。演出では様々なスプレーアートから次第に投げキッスする。フィーバーではスプレー缶が2本になり、より派手になった。
ゲーム内でのViVid Kissのブランドチャームは「VK」と記されている。
Retro Clover（レトロクローバー）
栗栖ここねの愛用ブランド。2015シリーズ第5弾限定で登場。レトロフューチャーなデザイン。
60年代、70年代のレトロなテイストを取り入れたデザインが特徴。
ブランドのトレードマークである四葉のクローバーには、着た人にハッピーが訪れますように…という願いが込められている。
モチーフは花、マーブル柄、チェックなど。カラーはミックスカラー（グリーンｘイエロー、レッドｘカラフルなど）。
スペシャルアピールは「ワールドフライト」、プレミアムコーデでは「プレミアムワールドフライト」。演出では飛行機の左端に掴まるアイドルが所狭しと移動していく。
ゲーム内でのRetro Cloverのブランドチャームは「RC」と記されている。
Mecha PaniQ（メチャパニック）
大阪代表・堂島ニーナの愛用ブランド。2016シリーズ第2弾から登場。
いろんな世界をごちゃまぜにしたハチャメチャデザインが大人気のブランド。ドレスのあらゆるところには怪獣の目玉や足が散りばめられており、関西では特に知名度が高い。
モチーフは目玉、怪獣など。カラーはレインボーカラー（カナリアイエロー、アップルグリーン、チェリーピンク、スカイブルー、ライトパープルなど）。
スペシャルアピールは「モグモグモンスター」、プレミアムコーデでは「プレミアムモグモグモンスター」。演出ではアピール名の如くアイドルが怪獣に飲み込まれるが、最後は吐き出される。フィーバーではアイドルと怪獣との対決がストレートに描写されている。
ゲーム内でのMecha PaniQのブランドチャームは「MP」と記されている。

### アイドルユニット
テレビアニメでは第36話より登場、ゲームでは2013年6月13日に稼働開始の第5弾において、ソレイユとトライスターによるイベントが開催。
2014シリーズ第3弾、2大学園対決イベント終了時にドリームスター結成（アニメではワンカットのみ登場）。
2014シリーズ第5弾、アイカツ8大投票開催。AIKATSU8はアニメ版、ゲーム版とメンバーが異なる。
特記がない場合の話数はアニメ版とする。
Soleil（ソレイユ）
星宮いちご、霧矢あおい、紫吹蘭のユニット（ゲームではいちごの代わりにマイキャラクター）。代表ユニット曲は「ダイヤモンドハッピー」「Sunny Day Little Sunday」など。スペシャルアピールは「トライアングルサニーライト」。
ユニット名は本人たちが考えて命名したもので、ソレイユはフランス語で太陽を意味する。
ユニットドレスは3人の特徴にあわせて日の出、日中、日の入を元にデザインしたポップ系のドレス。
トライスター結成後、学園長によりいちご、あおいが指名され、結成直前にトライスターを途中脱退した蘭が加入し、第37話で正式結成する。
いちごが休学したことで事実上の解散となり復学後もユニットとしての活動は休止状態であったが、それぞれの活動も忙しくなった中、WMからの挑戦を受け一時再結成する。
3人ともこのユニットが特別なユニットと考えており、アニメ第125話では「ソレイユを続けることが夢」とあかり達にも告げている。そして第146話でツアーから戻った3人は新たな目標として「大スターライト学園祭」の開催を提案、第151話では新たなユニットドレスを披露し、堂々の1位を獲得した。
後輩ユニットであるルミナスとの合同ライブはアニメ最終回だが、本格的な合同ライブはスマートフォンアプリ「アイカツ! フォトonステージ!!」（以下、フォトカツ!）内のイベント「Soleil&Luminasライブ!」からで、こちらでは新曲「ドラマチックガール」を披露した。
劇場版第4作『未来へのSTARWAY』では、あおいがスターライト学園卒業後のアメリカ留学を決めたため、卒業ライブでの新曲「MY STARWAY」の披露をもって2度目の活動休止。ラストシーンでは、22歳となった3人がスターライト学園で再集結する姿が描かれている。
「アイカツ!オフィシャルショップ」のサポーターにも起用された。
Tristar（トライスター）
神崎美月、一ノ瀬かえで、藤堂ユリカのユニット（ゲームでは美月の代わりにマイキャラクター）。代表ユニット曲は「Take Me Higher」「SHINERS」など。スペシャルアピールは「トライアングルシャイニーライト」。
ユニットドレスはソレイユと対称的に「集まる3つの星」を元にデザインしたセクシー系のドレス。
美月のパートナーとして加入オーディションが行われ、途中参加のかえで、そして紫吹蘭が選ばれ第35話で結成したが、第36話のラストで学園長によりいちご、あおいが指名されると、第37話で蘭はソレイユに移籍のため脱退、新たにユリカが指名され第38話で現在のメンバーとなる。
美月が学園を辞めたことによってユニットは解散となったものの、第150話で「大スターライト学園祭」の開催を聞いたかえでの呼びかけで再結成を果たし、ソレイユとルミナスに次ぐ3位と人気の高さを再認識させた。
『フォトカツ!』においては「輝きのテイクオフ」として新曲「Star Heart」を兼ねたスペシャルブートキャンプを描くストーリーが展開された。
『未来へのSTARWAY』では、いちご世代のスターライト学園卒業ライブにて、「Signalize!」をぽわぽわプリリンとともに披露した。
「アイカツ!オフィシャルショップ」のサポーターにも起用された。
Powa2×PuRiRiN!!!（ぽわぽわプリリン）
有栖川おとめ、北大路さくら、神谷しおんによる自主ユニット。ソレイユに刺激され第39話に結成。代表ユニット曲は「放課後ポニーテール」、「Angel Snow」「ぽわプリ時間♪」など。スペシャルアピールは「トライアングルぽわプリライト」。
ユニット名は「絢爛花娘」などの案もあったがリーダーのおとめが「Powa2×PuRiRiN!!!」と名付けた。通称「ぽわプリ」。
ケーキやお菓子の味比べ品評会、花壇の水やり、掃除の手伝い、雲や野鳥、働きアリの観察などを行っている。掛け声は「ぽわぽわプリリン、がんっばっプリーン」。
しおんはスターアニスは辞退したがこちらは継続して所属している。自由に突き進むおとめ、ツッコミ役しおん、しっかり者のさくらがフォロー役で個性はバラバラだがバランスが取れている模様。
結成当初は学園プロデュースではないため殆どが活動実績のない趣味活動だった。しかし2期ではドリアカの音城セイラと冴草きいらが台頭する中で唯一、スターライト学園で脚光を浴びている。
グダグダ半歩手前の緩さが一部ファンに受け今の世にないスルメアイドル的人気を得ており「ぽわ散歩」のような冠番組も持っている。
きいによると「ユニット特有のゆるさが親近感が生んでファンとの距離を縮めている」との事。
現役メンバーでの初披露はアニメ第148話の「大スターライト学園祭」からで、しおんの代役としてアニメ第60話では一ノ瀬かえで、アーケードゲームでは紫吹蘭が入ったこともあり、「ぽわプリ名誉会員」である。
ちなみに、ぽわプリのファンのことを「プリンス」と呼び、この呼び名は霧矢あおいが名づけた。
『フォトカツ!』においては自主ユニットとして初めて「大ぽわプリ祭り」を開催、メドレーイベントでは新曲「♡Powa×PuRi×Power♡」を披露した。
『未来へのSTARWAY』では、スターライト学園卒業ライブで「Signalize!」をトライスターとともに披露した。
また、ソレイユと共に「アイカツ!オフィシャルショップ」のサポーターにも起用され、ぽわプリのユニットドレスも登場した。
STAR☆ANIS（スターアニス）
辞退したしおんを除く、ソレイユとトライスターおよびぽわぽわプリリンの8人から成る合同ユニット。代表ユニット曲は「ヒラリ／ヒトリ／キラリ」。
ユニット名の由来は、中国の香辛料八角の英語読みでメンバーの8人にちなんでいる。
あおいは宣伝部長としてオフショット写真をキラキラッターに上げている。
サマーツアー限定のユニットのため1度は解散、その後4年間の休止期間を経て、『フォトカツ!』内のイベント「アイカツ☆クリスマス」で復活を遂げた。
作品内の楽曲を担当する実在のアイドルユニットについてはSTAR☆ANIS（実在）を参照
Luminas（ルミナス）
大空あかり・氷上スミレ・新条ひなきのユニット。アーケードゲーム版においては2015年第6弾以降で登場。代表ユニット曲は「リルビーリルウィン♪」、「Let'sアイカツ!」、「START DASH SENSATION」など。
アニメにおいては第147話で「大スターライト学園祭」をきっかけとして結成され、ソレイユに続く2位を獲得する。このイベントを機に3人は更なる飛躍を誓い、「出会い」をテーマとしたアニメ第4部の全国ツアー「ルミナス☆ジャパンツアー」（第153-165話）へと繋がっていく。
ユニット名については英語で「輝く・明快な」と言う意味がある。またゲーム版のジャパンツアーではマイキャラも同行しているという設定になっている。
前記の通り、『フォトカツ!』内のイベントで先輩ユニット・ソレイユと合同ライブを開催した。
『未来へのSTARWAY』でのいちご達のスターライト学園卒業ライブでは、新曲「TRAVEL RIBBON」を披露した。
バニラチリペッパー
紅林珠璃・黒沢凛・天羽まどかのユニット。代表ユニット曲は「Chica×Chica」、「LOVE RIOT」。
アーケードゲーム版では2015年第6弾に登場。アニメにおいては第149話で「大スターライト学園祭」をきっかけとして結成される。コーデ考案にしても不揃いだったが故に難儀したユニット。
2017年3月にアップデートされた『フォトカツ!』にてスペシャルアピール「スパイスフライト」が実装された。
WM（ダブルエム）
神崎美月と夏樹みくるのユニット。両学園に所属していない独立事務所でユニットを組んでいる。ユニット曲は「笑顔のSuncathcher」、「オトナモード」、「Precious」。スペシャルアピールは「ダブルエムフラワー」。ユニットドレスはサマーデイコーデがViVid Kiss、サマーナイトコーデがLOVE MOONRISE。
ユニット名の由来は、二人の名前の頭文字である「M」から。また、美月の「MOON」とみくるの「MIRACLE」の2つのMを併せ持つ。
衝撃なデビューを果たして以降、他ユニットを寄せ付けないパフォーマンスとオーラで皆を虜にした。
アニメ第99話のトゥインクルスターカップでは羽根をまとったサマーナイトコーデを披露、第100話で2wingSに惜しくも敗れたが、目標のマスカレードを超えるライブは果たした。
その後、みくるが4年に1度開催するガーデナーズワールドカップに専念するため1度は解散したが、第173話のスターライトクイーンカップ開幕記念ステージにシークレットゲストとして1日限りの復活を遂げた。
『フォトカツ!』においては「ミラクル!WM（前半）」として2回目となるパートナーズカップを開催、あかり世代のユニット（スキップス、ダンシングディーヴァ、情熱★ハラペーニョ、ノリノリシスターズ、あまふわ☆なでしこ）が参加したが、結局はWMが優勝。2017年6月下旬のイベント「夏だ!海だ!WM!（前半）」では新曲「RED MOUNTAIN」を発表した。
2wingS(ツウィングス)
星宮いちごと音城セイラのユニット。アニメでは新たに台頭したWMに対抗し、第93話に結成。プロデュースは霧矢あおいと冴草きい。ユニット曲は「フレンド」、「Sweet sp!ce」。衣装はAngely SugarとSwing ROCKのコラボによるふたご座ドレスの「ジェミニコーデ」。スペシャルアピールは「エンジェリースイングデュエット」。
ユニット名は第94話に決まった。意味は「二つの翼」。
トゥインクルスターカップではWMを超えたいという思いが功を奏し、同ユニットをわずかな差で上回って勝利、神崎美月とマスカレードを超えることができた。
『フォトカツ!』では2wingSの復活を描くストーリーが展開され、新曲「カメレオントーク★」を発表した。
Dancing Diva（ダンシングディーヴァ）
氷上スミレと黒沢凛のユニット。第130話で結成。代表ユニット曲は「チュチュ・バレリーナ」、「LOVE GAME」。ユニットドレスはダンスフュージョンのナイトコーデ。スペシャルアピールは「ディーヴァフラワー」。
ユニット名はダンスが得意な凛（踊っている＝ダンシング）と歌の上手なスミレ（歌姫＝ディーヴァ）を表現しており、スミレと凛がストレートに自分たちのことを分かってもらえる名前にしようとふたりで考えたもの。新曲の「チュチュ・バレリーナ」はシャンプーのCMに使われている。ユニットカップではスキップスと僅差にも関わらず、実力では高い評価を得ての準優勝だった。
『フォトカツ!』では「輝け!ダンシングディーヴァ」として新曲「きらめきメッセンジャー」を発表した。
情熱★ハラペーニョ（じょうねつ ハラペーニョ）
紅林珠璃と新条ひなきのユニット。第132話に結成。代表ユニット曲は「Poppin'Bubbles」、「サマー☆マジック」など。ユニットドレスのブランドはViVid KissとSangria Rosaのコラボによるサンライトコーデ。スペシャルアピールは「ハラペーニョフラワー」。
ユニット名は「世界一アツいユニットにしたい」という珠璃の発案によるもので、個性が違う2人を表す「チョコかけポテチ」を由来に「チョコポテチガールズ」「レディチョコポテチ」「ホットチョコポテチ」など珠璃が色々提案したが、ひなきがどれも却下。最終的には珠璃がひなきとユニットを組むと決めたとたんビビッときた名前に決まった。
『フォトカツ!』においては「サンクスショコラ」としてチョコレートと流しそうめんをコラボさせたストーリーが展開され、イベントライブでは新曲「ときめきマタドール∞」を発表した。
Skips♪（スキップス）
大空あかりと天羽まどかのユニット。第134話に結成。代表ユニット曲は「ハローニューワールド」。ユニットドレスのブランドはDreamy Crownのスキップスカイコーデ。スペシャルアピールは「スキップスフラワー」。
ユニット名はいつもスキップしているまどかを見てあかりが思いついた。
アニメ版のユニットカップではハプニングや困難を乗り越える姿が評価されて優勝している。
あまふわ☆なでしこ
栗栖ここねと藤原みやびのユニット。第136話に結成。代表ユニット曲は「恋するみたいなキャラメリゼ」。
コンセプトは「世界の中心のカワイイふたり」。結成当初はキュート系のドレスを嫌がるみやびに対し、ステージでお菓子をこよなく愛するここねの世界観の中でみやびの秘められていた可愛らしさが開花、ユニットカップでは3位という活躍ぶりが光った。
ユニットドレスのブランドはRetro Cloverで、「ヘンゼルとグレーテル」をモチーフにしたスイーツタイムの2コーデ。
ゲーム版のジャパンツアーでは堂島ニーナとの3人により「関西お笑いシスターズ」として登場している。3人は後に「アイカツ!オフィシャルショップ」のサポーターにも起用された。
THUNDERBOLTϟ（サンダーボルト）
服部ユウと長谷川まつりのユニット。第137話に結成。
Masquerade（マスカレード）
ヒメとミヤ二人組ユニット伝説のアイドル。ピンクの仮面をしているのが特徴。ドラマ「オシャレ怪盗スワロウテイル」にも出演していた。ユニット曲は「Wake up my music」。スペシャルアピールは「マスカレードフラワー」。
ユニット名の「マスカレード」とは仮面舞踏会の意味。ヒメは父の会社を継ぐことになったがアイドルになりたくて両親にバレないよう仮面をつけ、ミヤと共にマスカレードとしてデビューした。
伝説の国民的アイドルデュオとして活動していたが、人気絶頂のまま引退を遂げた。なぜ解散したのか公にされておらず、学園の七不思議の一つとなっている。
スターライト学園には「マスカレード資料室」が存在し、ネットでも手に入らない資料があるが、普段は鍵がかかって入れなくなっている。解散の理由とミヤの正体が公にされていないためか、ヒメとマスカレードの衣装、歌に関する資料しか残っていない。
SpLasH!（スプラッシュ）
立花ミシェルと氷室朝美のユニット。
ドリームスター
ゲームでのスターライト学園の星宮いちご、霧矢あおい、紫吹蘭、有栖川おとめとドリームアカデミーの音城セイラ、冴草きい、風沢そら、姫里マリアの全国ツアーユニット（スターライト学園を選んだ場合は星宮いちご、ドリームアカデミーを選んだ場合は音城セイラがマイキャラになる）。2大学園対決終了時に結成された。アニメ（第73話）ではワンカットのみ登場。
ユニット名の由来ドリームアカデミーのドリーム、スターライト学園のスターを合わせたもの。スターライト学園とドリームアカデミーで衣装が異なる。
ノリノリシスターズ
大地ののと白樺リサの2人ユニット。アニメ版でも2人組でのステージはあったものの、ユニット名は決めていなかった。2016年4月29日にアップデートされた『フォトカツ!』のイベント「ミラクル!WM(前半)」内のシナリオで決められた。また、2016年2月20-21日の渋谷ヒカリエにおいての『アイカツ！LIVE☆イリュージョン～3 大チーム！ドリームマッチ♪～』でも、限定ユニットとしても登場している。
AIKATSU8（アイカツエイト）
ゲームでは2014年6月2日-7月6日までゲーム内で行われたファン投票。投票できるキャラクターは16人。期間限定イベントとしてアイカツ8サマーツアーを実施。また、ゲーム版では投票の途中経過で2回各タイプ別1位のキャラクターとマイキャラでの「アイカツ8スペシャルコンサート」が実施された。
2015シリーズ5弾よりアイカツ8大投票第2回目を開催。投票できるキャラクターは24人。
ゲーム版ではICカードを使用してのプレイ時にはキャラクターセレクト時に選出された8名に加えマイキャラも使用可能になるが、マイキャラを選択した場合投票順位8位のキャラクターの代わりに入り、8位のキャラが外れることになる。
『フォトカツ!』ではユニット名も「PHOTOKATSU8（フォトカツエイト）」となり、イベント内のストーリーと連動したキラキラッター（Twitter）も実施された。
- 14シリーズ
  - アイカツ8スペシャルコンサート出場者 - 夏樹みくる（ポップ）、神崎美月（セクシー）、姫里マリア（キュート）、藤堂ユリカ（クール）
  - ゲーム版メンバー（投票最終順位順） - 夏樹みくる、神崎美月、姫里マリア、藤堂ユリカ、星宮いちご、大空あかり、霧矢あおい、風沢そらorマイキャラ
  - アニメ（第91話）では作品内の人気投票で決定され、8人のサマーツアー限定ユニットが組まれた。ユニット曲は「SHINING LINE*」。
    - アニメ版メンバー （アニメ内結果発表順）- 音城セイラ、有栖川おとめ、風沢そら、姫里マリア、夏樹みくる、藤堂ユリカ、星宮いちご、神崎美月

- 15シリーズ
  - ゲーム版メンバー（投票最終順位順） - 天羽まどか、神崎美月、星宮いちご、栗栖ここね、藤堂ユリカ、大空あかり、夏樹みくる、黒沢凛orマイキャラ
  - アニメ（第146話）で作品内の人気投票順位が発表された。
    - アニメ版メンバー （アニメ内結果発表順）- 星宮いちご、神崎美月、紫吹蘭、霧矢あおい、北大路さくら、藤堂ユリカ、氷上スミレ、大空あかり

- フォトカツ8
  - 『フォトカツ!』内メンバー（投票最終順位順） -  星宮いちご、藤堂ユリカ、霧矢あおい、大空あかり、紫吹蘭、神崎美月、氷上スミレ、紅林珠璃

Cosmos（コスモス）
星宮いちごと大空あかりのユニット。代表曲は「星空のフロア」、「コスモスサーチ」。スペシャルアピールは「コスモスインフィニティ」。
アニメ最終話であかりがいちごとのマラソンレースに勝利したことで実現したユニット。
2017年5月31日にアップデートされた『フォトカツ!』のイベント「花咲け!コスモス(前半)」内のシナリオではアニメ最終話のラストシーンに繋がる構成になっている。
『未来へのSTARWAY』では全国ドームツアーの様子が描かれ、「星空のフロア」をステージ披露した。
ドリームガールズ
夏樹みくる、有栖川おとめ、新条ひなき、黒沢凛、天羽まどか、一ノ瀬かえで、服部ユウ、音城セイラというフォトカツ8と対照的なメンバーにより構成されるユニット。2017年9月にアップデートされた『フォトカツ!』のイベント「アイカツ!クエスト(前半)」内のシナリオで決められた。
マジックブラッド
2018年5月にアップデートされた『フォトカツ!』のイベント「ひろがれ!ユニットの魔法」にてトライスターのメンバーだった藤堂ユリカと一ノ瀬かえでが「フォトカツ!ユニットカップ」にて優勝したのを機にユニットが組まれた。
代表曲は「月夜のラグタイム」。スペシャルアピールは「ヴァンパイアマジックショー」。

### ドラマ
イケナイ刑事（デカ）
舘石アキと羽柴サキが主演を務めたクールドラマ。「イケナイ刑事3」は霧矢あおいや神谷しおんの主演で注目が高まり、あおいの単独主演により映画「イケナイ警視総監」が制作されるほどの大ヒットになった。テーマ曲は「真夜中のスカイハイ」。
劇中の衣装はサイバーやテクノ系のノーマルコーデ。ゲーム版では6弾で「ハイポリスコーデ」が登場しているが、実際の登場は後記の『フォトカツ!』イベントのみ。
ジャパンツアーにおいては、秋田代表の花輪やよい主演によるスピンオフドラマ「なまはげ刑事」の撮影真っ只中のストーリーが描かれ、しおんも特別ゲストとして登場している。
『フォトカツ!』においてはメドレーイベント内のストーリーとして映画の続編となる「イケてる!イケナイ警視総監」が展開された。
オシャレ怪盗スワロウテイル
マスカレードのヒメとミヤが主演したセクシードラマ。「オシャレ怪盗☆スワロウテイル the movie」は星宮いちご、有栖川おとめが主演。劇場版アイカツ!の「大スター宮いちごまつり!」内では風沢そら、紫吹蘭という設定。テーマ曲は「Thrilling Dream」。
劇中の衣装はSPICY AGEHAのファントムレディーコーデ。
『フォトカツ!』においてはメドレーイベント内のストーリーとしてその続編が展開された。
不思議の国のアリス
神谷しおんがアリス役で主演の映画。キュートドラマ。テーマ曲は「右回りwonderland」。
劇中の衣装はAurora Fantasyのアリスファンタジーコーデで、後にドリームコーデで登場するAngely Sugarのエンジェルアリスコーデとは無関係。
『フォトカツ!』においてはそれを元にスキップスの2人が企画したストーリー「秘密のお茶会」を展開した。こちらは上記の2コーデのほか、アニメ内で活躍したフォトも登場。なお、アリスティーパーティーシリーズコーデで登場したのは前記のエンジェルアリスコーデのみ。
チョコポップ探偵
ドリームアカデミーの音城セイラと冴草きいが主演。イケナイ刑事と対称的なポップドラマ。テーマ曲は「新・チョコレート事件」。
劇中の衣装はいずれもMAGICAL TOYの衣装で、探偵がチョコポップスクープコーデ、助手がチョコポップハプニングコーデ。
商品化もされている「アイカツ!チョコ」が元になっており、霧矢あおいが考案した。
劇中で登場する探偵は、手がかりや捜査に行き詰まった時にアイカツ!チョコを食べることでひらめくという設定。決め台詞は「ちょこちょこっと解決!」。
『フォトカツ!』においては、続編となる「ちょこっと成長☆チョコポップ探偵!」としてバレンタイン用のドーナツを巡るストーリーが展開され、PRフォトには成長した探偵姿の紫吹蘭と藤堂ユリカが登場した。2017年2月下旬ならびに3月下旬のアップデートではドレスアップ後の姿でPR音城セイラ、冴草きいの成長した探偵姿が登場した。
おしゃれ探検隊 クールエンジェルス
音城セイラ、冴草きい、風沢そら、姫里マリアらドリームアカデミーの4人主演によるクールドラマ。テーマ曲は「ミトレジャーノ!」。
劇中の衣装はいずれもSwing ROCKの衣装で、セイラとそらがトレジャーマップコーデ、きいとマリアがアドベンチャーマップコーデ。
月の砂漠の幻想曲（ラプソディー）
風沢そら、紫吹蘭、ジョニー別府が主演。セクシードラマ。テーマ曲は「アラビアンロマンス」。
『アラビアン・ナイト』の世界観をそら自身が表現したものであり、『アラジンと魔法のランプ』の魔神が敵として登場しているほか、主役であるアラジンが剣士になるなど変更点がある。
劇中の衣装はいずれもBohemian Skyの衣装で、後にドリームコーデで登場するSangria Rosaのセニョリータシェヘラコーデなどとは無関係。アイカツのドラマの中では殺陣と使ったアクションで知られる。
『フォトカツ!』においてはメドレーイベント内のストーリーとして風沢そらが総指揮を務める舞台版が展開された。
アイカツ!先生
紅林珠璃が主演。セクシードラマ。テーマ曲は「ラブリー☆ボム」。
劇中の衣装はSPICY AGEHAのレディティーチャーコーデ。
2016年11月にアップデートされた『フォトカツ!』では「熱風!アイカツ先生」としてアニメ1話で星宮いちご、霧矢あおいが着ていた中学校の制服がドロップフォトとして登場。2018年2月のアップデートでは「挑戦!フォトカツ先生」としてフォトカツ!にまつわるクイズが出題された。
ヴァンパイアミステリー
氷上スミレ、大空あかり、紅林珠璃、新条ひなきが主演。クールドラマ。テーマ曲は「魅惑のパーティー」。
劇中の衣装はあかりが演じる「あかりサンシャイン」を除き、高級料理などをモチーフにしている。藤堂ユリカをはじめとした先輩アイドルもヴァンパイアアイドル役で出演。
『フォトカツ!』においてはメドレーイベント内のストーリーとして「ヴァンパイアパニック」が展開された。
アイカツレストラン
栗栖ここね、紅林珠璃、天羽まどかが主演。ポップドラマ。テーマ曲は「Sweet Heart Restaurant」。
劇中の衣装はここねがRetro Cloverのアイカツレストランコーデ、まどかが初期シリーズ2弾レアコーデであるAngely Sugarのスカイレストランコーデという設定。氷上スミレは趣味のごとく占い師として黒沢凛と競演した。
2018年4月にアップデートされた『フォトカツ!』のイベントではその続編が展開された。
アイドル宇宙戦記 オオゾラッコーン
大空あかりが主演。クールドラマ。テーマ曲は「ロンリー・グラヴィティ」。
銀河のどこかにある学園「ギャラクシー・スターライト」が舞台のSF大作。ジャージシュバルツの侵略によって世界中のドレスがジャージに染まってしまう脅威に大空あかりが戦闘ロボ「オオゾラッコーン」で立ち向かう。
オオゾラッコーンは大空お天気のマスコットだった「おおぞラッコ」をモチーフとしている。ジョニー別府は黒幕である総統の「ジョニー・シュバルツ」という設定。
劇中の衣装はあかりがDance Fusionのトパーズコマンドコーデ。脇役にはFUTURING GIRLのパイロットガールコーデが登場している。
2018年3月下旬アップデートされた『フォトカツ!』のイベントではその続編が展開され、新たなロボ「メガオオゾラッコーン」が登場。

### CM
トキメキカラット
大地ののと白樺リサが出演のセクシーCM。BGMは「約束カラット」。
2016シリーズ1弾のBOOMである「ジュエリー」に重点を置いている。
ハピネストイズ
大空あかり、天羽まどかが出演のキュートCM。BGMは「シアワセ方程式」。
2016シリーズ2弾のBOOMである「パーティーデコ」に重点を置いており、CMではAngely Sugarのプレゼントフォーユーコーデという設定。

### その他用語
PON PONクレープ
クレープ。イメージガールに神崎美月（12代目）、霧矢あおい、冴草きい（15代目）、大空あかり（16代目）が選ばれた。
ナンジャタウンの商品で実際に商品化されている。
2023年2月、『未来へのSTARWAY』とのコラボで「マリオンクレープ」で期間限定販売された。
ポップンポップコーン
ポップコーン。有栖川おとめがCMに出演している。劇場版アイカツ!で実際に商品化された。
ドリンク・ブレインサンダー
冴草きいが好んでいる飲み物。劇場版アイカツ!で実際に商品化された。
なんでも弁当
星宮いちごの家の弁当屋。ほっともっととコラボし実際に商品化された。
えびポン
紫吹蘭が好んでる作中のゆるキャラ。頭に海老天を乗せ、温泉マークが描かれている紫の褌を付けたタヌキのようなキャラクター。
モア・ザン・トゥルー
メジャーバンド名。「モアトゥー」と略される。メンバーはナオ（ボーカル）、ヒロ（ギター）、シュラト（ベース）、キング（ドラム）。
おはよウォッチ
アイカツ！における朝の情報番組。あかりが担当する「大空お天気」はこの番組の中の人気コーナー。その他にも、芸能情報を伝えるコーナーもある。

## ゲーム
アーケードゲームとニンテンドー3DS用ソフトが開発されている。

### アーケードゲーム

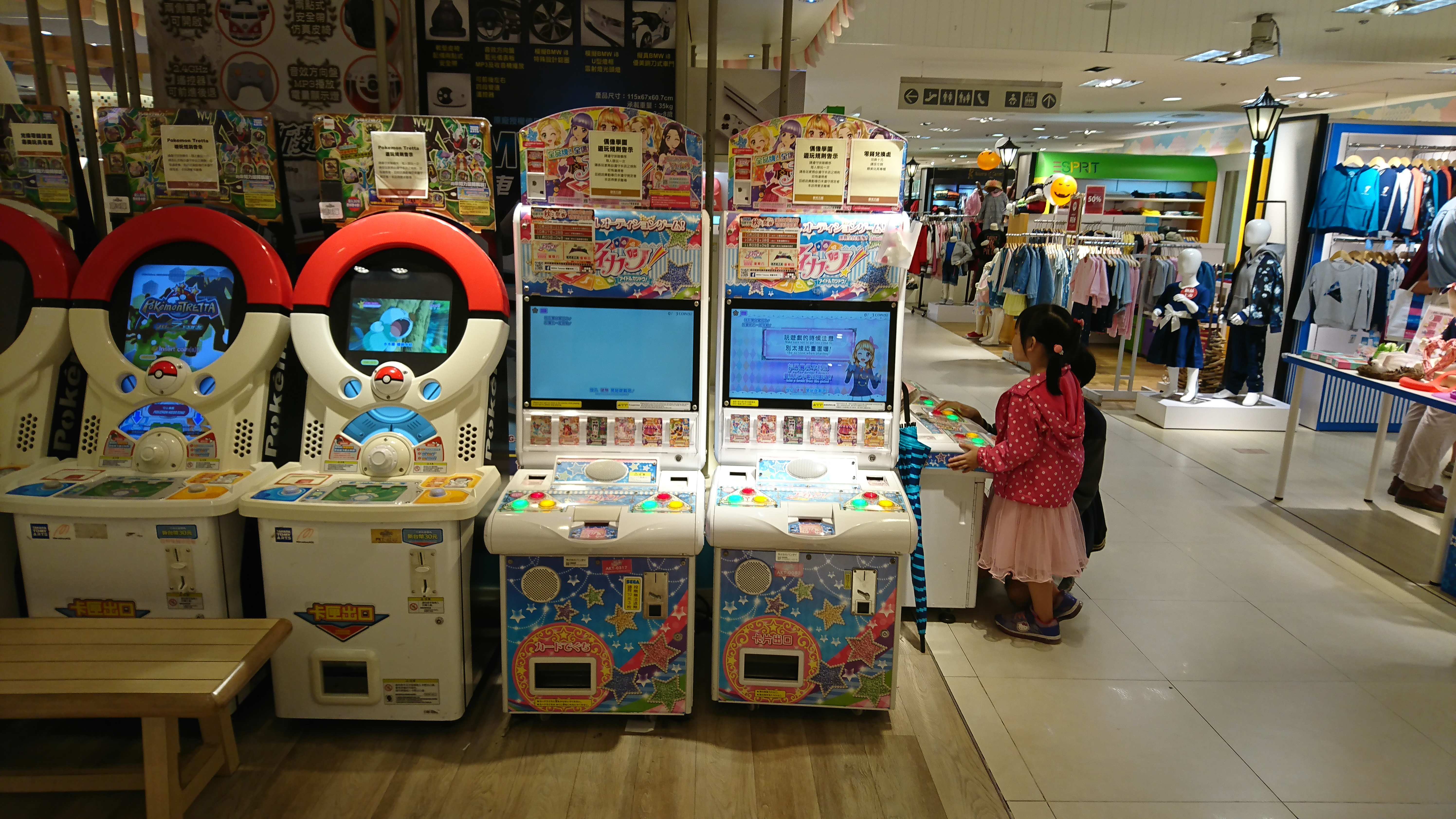
台湾台北市の新光三越台北駅前店に設置されたアーケードゲーム（中央）とプレイする親子連れ（2018年10月16日撮影）

2012年10月25日より2016年5月18日まで稼働していた。予め用意されたキャラクター以外に、学生証（ICカード）を使用する場合は誕生日、年齢、マイキャラネームを登録し、マイキャラパーツ（顔や髪型）を組み合わせて作成したオリジナルキャラクター（マイキャラ）が選択可能。
稼働終了から約8年が経過した2024年、「アイカツ！オフィシャルストア」開店と同時に筐体が復活し、現在はアトレ秋葉原、京都、名古屋の店舗で稼働している。なお、カードの払い出しは行われない。

#### 遊び方
100円ごとに1枚（2人同時プレイの場合は200円必要）排出される「アイカツ！カード」のアクセサリー・トップス・ボトムス・（トップス&ボトムス）・シューズを組み合わせてキャラクターをセルフプロデュース（コーディネート）し、オーディションパートへ進む。オーディションパートはBGMに合わせて赤（上）・黄（右）・緑（左）のボタンを画面の指示に合わせて押して行くリズムゲームになっており（出てくるリズムマーク数は曲や難易度によって異なる）、1プレイ中3回発生する「アピール」と呼ばれる特別なアクションを成功させるとボーナス得点が加算される。なお、カードを使わないノンコーデ状態でのプレイも可能であるが、アピールの得点も相当低くなり、一般にはこの状態でのプレイではステージをクリアすることは難しく、ノーミスでも不合格になることもある。
コーデの得点とリズムゲームの成績の合計が最終得点となり、ICカードを使用する場合はプレイごとの得点が「ファン数」として累積される。経験値が一定数以上に達するとランクが上がり、各種ボーナスやマイキャラのパーツが追加されて行く。また、ICカード登録者は公式サイトからアイドルックに登録すれば、友達登録をしていない遠くにいるプレイヤーとWEB友になれたり、マシンでのプレイデータがWEB上のそれに反映され、最新のファン数やランクなどをPC、スマートフォン、タブレットなどでも確認できるほか、マイルームの模様替えパーツなどもゲームのクリアや使用カードの枚数などによって増えていき、マイルーム内のドレスアップも可能になっている。
最終得点が合格ラインを超える、または対戦形式で1位でプレイを終えた場合「合格」となりプレイに応じた経験値やファン数、ごほうびアイテムなどが追加される。一方合格条件に満たなかった場合は「不合格」となるが、合格時よりも得られる経験値やファン数は少なくなりごほうびアイテムももらえない。2人対戦プレイ時には勝者側が合格、敗者側が不合格の扱いになる。また筐体毎にランクインした場合は合格不合格のプレイ結果にかかわらずランキングに表示される。
ぷっちぐみ、ちゃお、小学一年生、小学二年生2012年12月号で募集されたドレスデザインコンテストでグランプリに選ばれた「なないろマカロンコーデ」は2013シリーズ第3弾、2014年1月号でグランプリに選ばれた「ハッピーアンブレラコーデ」2014シリーズ4弾にカード化された。また、2015年1月号で応募されたアクセサリーデザインコンテストでグランプリに選ばれた「ハッピーコールヘアアクセ」は2015シリーズ4弾にカード化された。
「2014シリーズ」よりICカードがリニューアルされ、最初のプレイでデータが引き継がれる。2013シリーズのマイキャラネーム、ファン数、マイキャラパーツ（変更可能）、リボン、チームメイト、アイテムは引き継がれるが、アイドルランク、各キャラクターのチームメーター、各ステージの合格情報はリセットされる。年齢や誕生日は変更可能。仲間にしたアイドルは一度外されるが、再び仲間にすることができる。
「2015シリーズ」より完全オンライン化され、全国のマイキャラとユニットを組んでオーディションに参加できるようになる。2014シリーズのマイキャラネーム、アイドルランク、ファン数、マイキャラパーツ（変更可能）、アイテムは引き継がれるが、2014シリーズまでに登録したチームメイト、12星座すべて完成していない星座の証は引き継がれない（チームメイトはアイドルックのマイフレンドに掲載される）。各ステージの合格情報はリセットされる。年齢や誕生日は変更可能。各キャラクターのチームメーターはなくなり、仲間にしたアイドルは「アイドルチケット」使用でプレイできる。2014シリーズまでのリボンは「チャーム」になり、チャームは3つまで装着ができる（交換可能）。

#### 登場キャラクター

##### プレイヤーが使用可能なキャラクター
※稼働終了時点での最終的な使用キャラクター、マイキャラとジャパンツアーモードのステージクリアで解禁されるキャラの使用にはICカードが必要だった。
- マイキャラ（プレイヤーがカスタマイズしたキャラクター）
- 大空あかり
- 氷上スミレ
- 新条ひなき
- 紅林珠璃（2015シリーズ第2弾から）
- 黒沢凛（2015シリーズ第4弾ストーリーモードクリアで解禁、2016シリーズでは最初から使用可能）
- 天羽まどか（2015シリーズ第4弾ストーリーモードクリアで解禁、2016シリーズでは最初から使用可能）
- 大地のの（アイカツ！ジャパンツアーモードの北海道&東北地方のステージクリアで解禁）
- 白樺リサ（アイカツ！ジャパンツアーモードの北海道&東北地方のステージクリアで解禁）
- 星宮いちご（アイカツ！ジャパンツアーモードの北海道&東北地方のステージクリアで解禁）
- 神崎美月（アイカツ！ジャパンツアーモードの北海道&東北地方のステージクリアで解禁）
- 花輪やよい（アイカツ！ジャパンツアーモードの北海道&東北地方のステージクリアで解禁）
- 波照間みなみ（アイカツ！ジャパンツアーモードの九州&沖縄地方のステージクリアで解禁）
- 堂島ニーナ（アイカツ！ジャパンツアーモードの関西&四国地方のステージクリアで解禁）
- 荒灘はづき（アイカツ！ジャパンツアーモードの関西&四国地方のステージクリアで解禁）
- 服部ユウ（アイカツ！ジャパンツアーモードの関西&四国地方のステージクリアで解禁）
- 栗栖ここね（アイカツ！ジャパンツアーモードの関西&四国地方のステージクリアで解禁）
- 藤原みやび（アイカツ！ジャパンツアーモードの関西&四国地方のステージクリアで解禁）
- モニカ・キキィ（アイカツ！ジャパンツアーモードの関東地方&ハワイのステージクリアで解禁）
- 霧矢あおい
- 紫吹蘭
- 有栖川おとめ
- 藤堂ユリカ
- 北大路さくら
- 一ノ瀬かえで
- 神谷しおん
- 三ノ輪ヒカリ
- 音城セイラ
- 冴草きい
- 風沢そら
- 姫里マリア
- 夏樹みくる

キャラクター毎の性能差はないが、各キャラクターが持っている星座の証と同じ星座ドレスを着用すると、星座の証チャームがなくても星座アピールを出すことが出来る。マイキャラとアイドルチケットのキャラクターとストーリーモードクリアで解禁されるキャラクターはICカード未使用時には使用できない。2人プレイ時の同キャラの使用（ステージによってはCPUのライバルまたはチームメイトとして登場するキャラクターは選択することが出来ない）および一方のマイキャラの使用はできない（プレイヤー1側がプレイヤー2のマイキャラを使用。またはその逆）。また、一部の期間限定ステージでは使用キャラクターが固定されることもある。

##### アイドルチケット
要解禁キャラクターは、ICカードによるデータを作成した上で特定ステージを3回（期間限定アイドルゲットキャンペーンでは1回）2014シリーズまでにクリアすることにより解禁される。
2014シリーズまでにアイドル達を仲間にしておくと2015シリーズからは「アイドルチケット」と呼ばれるチケットを各キャラクター99枚もらうことができ、2014シリーズのキャラクターを引き継き使うことかできる。また、「アイドルにチャレンジ」のステージではレアドレスを着たレアチケットをもらうことができる（2016シリーズ2弾 現在ではいちご、あおい、蘭、おとめ、ユリカ、さくら、かえで、みくる、美月、セイラ、きい、そら、マリアのみ）。また、みやび、ここねは、何回使っても大丈夫なチケットで呼ぶことができる。ICカードに持ちきれるチケットは最大9枚で、持ちきれない残りのアイドルチケットはアイドルックに送られ、必要な時に『バンダイ データスポット』にて引き出すことができる。2015シリーズ第2弾からはアイテムが99個持てるようになり、バンダイデータースポットに受け取りにいく必要がなくなる。アイドルックでアイカツコインとアイドルチケットの交換可能（レアチケット1枚コイン15枚）。2016年シリーズ第2弾現在ノーマルチケットはアイカツ！ジャパンツアーモードでのみ入手可能。
2015シリーズ第5弾の「アイカツ8大投票2015」期間中はオーディションモードの投票可能ステージでチケット消費なしで通常使用できる（キャラクター選択画面に各キャラクターの顔アイコンが表示される）。

###### アイドルチケットで使用可能なキャラクター
| 名前         | 登場時期／仲間にする条件 | 持っている星座の証 |
| ------------ | --- | ------------------ |
| 星宮いちご   | 1弾から。 | うお座             |
| 霧矢あおい   | 1弾から。 | みずがめ座         |
| 紫吹蘭       | 1弾から。 | しし座             |
| 有栖川おとめ | 2弾から。ただし、2014シリーズでは要解禁。                                                                                    | おうし座           |
| 藤堂ユリカ   | 3弾から。要解禁。ただし、2014シリーズで新規作成したデータでは2弾から解禁可能。                                               | やぎ座             |
| 北大路さくら | 4弾から。要解禁。 | おひつじ座         |
| 一ノ瀬かえで | 5弾から。要解禁。ただし、2014シリーズで新規作成したデータでは3弾から解禁可能。                                               | いて座             |
| 神崎美月     | 6弾のみ無条件で使用可能。それ以前はCPU専用。2014シリーズは第4弾から。要解禁。                                                | おとめ座           |
| 音城セイラ   | 2014シリーズ1弾から。 | さそり座           |
| 冴草きい     | 2014シリーズ1弾から。 | いて座             |
| 風沢そら     | 2014シリーズ2弾から。要解禁。                                                                                                | てんびん座         |
| 姫里マリア   | 2014シリーズ3弾から。要解禁。                                                                                                | おひつじ座         |
| 夏樹みくる   | 2014シリーズ5弾から。要解禁。                                                                                                | かに座             |
| 藤原みやび   | 2015シリーズ3弾ゲスト。期間限定ステージ「みやびのアイドル道」をクリアすればチケットを入手できる。チケットは無制限で使用可能  | なし               |
| 栗栖ここね   | 2015シリーズ5弾ゲスト。期間限定ステージ「世界の中心はここね!」をクリアすればチケットを入手できる。チケットは無制限で使用可能 | なし               |
| 神谷しおん   | 2016シリーズ1弾から。アイカツ！ジャパンツアーモードの北海道＆東北地方でチケットを入手できる。                                | なし               |
| 三ノ輪ヒカリ | 2016シリーズ1弾から。アイカツ！ジャパンツアーモードの九州＆沖縄地方でチケットを入手できる。                                  | なし               |

#### CPU専用キャラクター

##### 現行登場するキャラクター
- 綿貫ミミ
- 幽木れいか
- 水越アリサ
- 二階堂うらら
- 瀬戸くくる
- 兒玉杏奈
- 大島ユリエ
- 西園寺つばき（2016シリーズ期間限定ステージ）
- よもぎ（2016シリーズ期間限定ステージ） - 「NEWアイドル デザイン コンテスト」でグランプリを獲得したキャラクター
- かんな - 橋本環奈をイメージしたキャラクター（2015シリーズ以降）
- 初音ミク（2016シリーズ期間限定ステージ）

##### 過去に登場したキャラクター
- 立花ミシェル[注 16]
- 氷室朝美[注 16]
- 小久保ユカ[注 16]
- 園田あいり[注 16]
- トモ - 板野友美をイメージしたキャラクター（2013シリーズ）
- ぱるる - 島﨑遙香をイメージしたキャラクター（2014シリーズ）

##### スペシャルステージ専用キャラクター
対応チケット消費で使用可能。衣装は変更出来ない。
- マスカレード（ヒメ、ミヤ）

#### 収録曲
アイカツ! (アニメ)#主題歌・挿入歌を参照。

#### リリース
| シーズン          | 稼動開始日     | カード枚数                                                                   |
| ----------------- | -------------- | ---------------------------------------------------------------------------- |
| 第1弾             | 2012年10月25日 | 全52種（ノーマル28+レア18+プレミアムレア6）                                  |
| 第2弾             | 2012年12月20日 | 全64種（ノーマル28+レア18+プレミアムレア6+キャンペーンレア12）               |
| 第3弾             | 2013年2月14日  | 全60種（ノーマル28+レア18+プレミアムレア6+キャンペーンレア7+サイン入りCP1）  |
| 第4弾             | 2013年4月18日  | 全64種（ノーマル28+レア18+プレミアムレア6+キャンペーンレア12）               |
| 第5弾             | 2013年6月13日  | 全62種（ノーマル28+レア18+プレミアムレア6+キャンペーンレア10）               |
| 第6弾             | 2013年8月8日   | 全63種（ノーマル28+レア18+プレミアムレア6+キャンペーンレア11）               |
| 2014シリーズ第1弾 | 2013年10月10日 | 全64種（ノーマル28+レア18+プレミアムレア6+キャンペーンレア12）               |
| 2014シリーズ第2弾 | 2013年12月12日 | 全64種（ノーマル25+レア18+プレミアムレア9+キャンペーンレア12）               |
| 2014シリーズ第3弾 | 2014年2月6日   | 全64種（ノーマル28+レア18+プレミアムレア6+キャンペーンレア12）               |
| 2014シリーズ第4弾 | 2014年3月27日  | 全68種（ノーマル28+レア18+プレミアムレア6+キャンペーンレア12+サイン入りCP4） |
| 2014シリーズ第5弾 | 2014年5月29日  | 全64種（ノーマル28+レア18+プレミアムレア6+キャンペーンレア12）               |
| 2014シリーズ第6弾 | 2014年7月31日  | 全74種（ノーマル28+レア18+プレミアムレア6+キャンペーンレア22）               |
| 2015シリーズ第1弾 | 2014年10月2日  | 全73種（ノーマル37+レア18+プレミアムレア6+キャンペーンレア12）               |
| 2015シリーズ第2弾 | 2014年11月27日 | 全77種（ノーマル37+レア18+プレミアムレア14+キャンペーンレア8）               |
| 2015シリーズ第3弾 | 2015年1月22日  | 全74種（ノーマル37+レア18+プレミアムレア9+キャンペーンレア10）               |
| 2015シリーズ第4弾 | 2015年3月26日  | 全71種（ノーマル37+レア18+プレミアムレア6+キャンペーンレア7+サイン入りCP3）  |
| 2015シリーズ第5弾 | 2015年5月28日  | 全74種（ノーマル37+レア18+プレミアムレア9+キャンペーンレア10）               |
| 2015シリーズ第6弾 | 2015年7月30日  | 全80種（ノーマル46+レア28+プレミアムレア6）                                  |
| 2016シリーズ第1弾 | 2015年10月1日  | 全76種（ノーマル40+レア18+プレミアムレア6+キャンペーンレア12）               |
| 2016シリーズ第2弾 | 2015年11月26日 | 全73種（ノーマル33+レア19+プレミアムレア9+キャンペーンレア12）               |
| 2016シリーズ第3弾 | 2016年1月21日  | 全65種（レア59+プレミアムレア6）                                             |
| 2016シリーズ第4弾 | 2016年3月24日  | 全64種（ノーマル2+レア44+キャンペーンレア18）                                |

### ニンテンドー3DSソフト

#### シンデレラレッスン
ニンテンドー3DS用ソフト『アイカツ! シンデレラレッスン』。バンダイナムコゲームス・バンダイレーベルより2012年11月15日発売。
このゲームの主人公はいちご・あおい・蘭ではなく、プレイヤーが髪型・髪色・表情を組み合わせてエディットするオリジナルキャラクターである。プレイヤーはスターライト学園の編入生となり、複数のミニゲームをこなしながらミニゲームの成績に応じて手に入るカードを集めて学園ナンバーワンの座を目指す。オーディションパートはインストゥルメンタルの楽曲のみで、内容もアーケードとは異なる。キャラクター設定は異なるもののおとめ・ユリカも登場し、パスワードによってさくら・かえで・美月も使用可能となる。

#### 2人のmy princess
ニンテンドー3DS用ソフト『アイカツ! 2人のmy princess』（アイカツ! ふたりのマイプリンセス）。2013年11月21日発売。
主役は再びオリジナルキャラクターだが、今作ではスターライト学園とドリームアカデミーで1名ずつ作成し、それぞれで頂点となったキャラクターのユニットでスペシャルステージが解禁される。オーディションパートはアーケードとほぼ同じ内容（ダンスの振り付けやアピールにエフェクト・効果音は簡略化されている）で、楽曲もアーケードから10曲を収録。なお、前作にあったフリーモードの選択肢は廃止され、ストーリーモードのみでプレイ可能になっており、最初のオーディション場面ではコーデの一部やパートナーが決められた条件でプレイしなければならないが、オーディションをクリア後は当該オーディションにてコーデやパートナーを自由に選択できるようになり、実質フリーモードになる（全面クリア後はエンドクレジットが出現するが、それ以降は実質全面フリーモードのみになり、ストーリーモードでのプレイは出来なくなっており、実質的にはフリーモードとストーリーモードが統合されている）。また、パスワードによって美月・マリア・あかりの各キャラの出現も可能となっている。

#### 365日のアイドルデイズ
ニンテンドー3DS用ソフト『アイカツ! 365日のアイドルデイズ』（アイカツ! さんびゃくろくじゅうごにちのアイドルデイズ）。2014年12月4日に発売された、2015シリーズより主人公となる大空あかり達がメインのニンテンドー3DSゲーム第3弾。前2作とは大幅に内容が変更されており、基本的にはスケジュールにてライブ・モデル・女優の仕事をセルフプロデュースし、進めていくようになっている。通信機能や追加コンテンツなどの機能が大幅に強化されており、BGMなども新しくなっているが、その反面、ニンテンドー3DSの目玉機能である、上部画面の3D表示が廃止されており、それには対応していない。
2014年12月に公開の劇場版とコラボし、劇場内で新曲とステージのダウンロードが可能で、前売券特典や入場者特典のカードで映画のコーデがゲームで使用できる。

#### My No.1 Stage!
ニンテンドー3DS用ソフト『アイカツ! My No.1 Stage!』（アイカツ! マイナンバーワンステージ!）。2015年11月26日発売。
主役は主要キャラクター21人の中からの選択制で前作までのマイキャラ作成機能はない。キャラ毎に開始地点と初期コーデは異なるがゲーム内容に違いはない。内容はすごろく風マップを自由に移動しながらファンや仲間を増やし、大会に出てトップアイドルを目指すトップアイドルロードとフリープレイ・PVモード・アイカラ（JOY SOUND協力のカラオケモード）の4つ。基本登場アイドルは39人と前作から大幅に増えた。雑誌のQRコード等で4人追加でき、全43人登場する。基本収録曲は16曲。初回特典として事前投票で選ばれた4曲の無料ダウンロードコードが封入。さらに有料追加コンテンツとして55曲がダウンロードできる。
アイカラ向けのヘッドセット付き数量限定版も同時発売された。

### スマートフォン向けゲームアプリ
いずれもダウンロードは無料で、一部アイテム課金制。配信元はバンダイナムコエンターテインメント。

#### アイカツ! ミュージックビデオメーカー
iOS用に2014年8月6日より配信開始、Android用に2014年9月24日より配信開始。
- ダンスレッスン
- モデルレッスン
- 絶対音感レッスン
- クイズレッスン（土日クイズではモデルレッスンで使える限定フレームが貰える。）
- カードリスト

#### アイカツ! フォトonステージ!!
iOS、Android用に2016年1月28日より配信開始。開発元はDeNA。略称は『フォトカツ!』。
ジャンルはリズムゲームで、内容はプレイヤーがスターライト学園の生徒として新たに開発されたライブシミュレーションシステム「アイカツ!フォトシステム」を使ってアイカツ!をするというもの。プレイヤーは様々なアイドルの写真（フォトカード）を集めて8枚のユニットを編成し、ライブパートを交えながら各シナリオを進めていく。本編中のキャラクターは全てアニメ版の版権イラストであり、いわゆる3DCGモデルは使用していない。
カードはキャラクター別に4種類のジャンル（キュート／クール／セクシー／ポップ）の様々なドレスを着たフォト仕様となっている（ただし、カードのレアリティが低い状態では学校指定の制服やジャージのまま）。ドレスは2016シリーズまでに登場したドレスのほか、本作の新規ドレスや、イベント連動での期間限定ドレスも多数登場。カードは魅力伝授やドレスアップなどにより強化することが可能（ドレスアップの例：北大路さくらのPR「おとぎの国から＝ブルーミングコーデ」→PR+「優しさの光＝リリーライトコーデ」）。楽曲についても既存の楽曲に加え、本作オリジナルの新曲も多数登場する。
また、ガチャについてもバンダイナムコ系で慣習的に用いている「ガシャ」ではなく、「おでかけ」という本作独自の呼称になっている。本作はハートポイントを使用した「おでかけ」とスターを使用した「スペシャルおでかけ」の2種類があり、11連でのスペシャルおでかけではSR以上のカードが1-4枚出現する。
バンダイ関係の開発陣によると、スマートフォンを媒介とするアプリケーションではターゲットユーザーの年齢層が上昇し、スマホを所持していない女児が遊ぶことが出来ない懸念があったが、「アイカツ！みんなでおうえんアプリ」を親のスマホで遊ぶ子どもが多く見られたため、DCDアーケード版よりも多くのファンが容易に遊ぶことが出来るゲームを当初の目的としている。
シナリオに関しては2016年8月31日アップデート時点においては、劇場版アイカツスターズ!の単独ストーリーを除くと、アニメ4部の世界観を利用しており、アニメ版では表現出来なかったスピンオフ・アフターストーリーで構成されているが、イベントシナリオは実際の開催時期の季節も考慮している。
事前登録の段階で38万人を突破し、リリース後2日間で35万ダウンロードを突破した。
2016年8月10日より劇場版と連動したキャンペーンも兼ねて、後継作である『アイカツスターズ!』のイベント・キャラクターフォトの提供を独自シナリオと同時に開始した。劇場版関連におけるフォトカツ!のイベントは同月29日のアップデートで終了し、以降はアニメ4部のイベント進行・フォト提供に戻っていたが、同年9月9日アップデートの通常おでかけからイベント時に限定おでかけだったPR白鳥ひめ・SR香澄真昼・SR早乙女あこのフォト提供を再開している。劇場版イベントのストーリーもこれまでのものとは完全に独立しており、同年10月8日にはスターズキャラクターのシナリオも追加された。
同年10月28日にはスターズ独自イベント開催告知と同時にスターズに登場するキャラクターと共存のタイトル画面になる大幅アップデートが公表され、11月29日のアップデートでは新たにファンクラブ機能が追加された。同年11月30日より「フォトカツ8大投票」が受付開始され、2017年1月27日に最終結果が発表された。
2017年7月31日にはシリーズ5周年のコラボイベント開催告知と同時にスターズの第2シリーズ『星のツバサ』に登場するキャラクターと共存のタイトル画面になる大幅アップデートが公表された。
2017年10月12日のアップデートでは新たにファンクラブ内のアイドルを強化できる「チャーム」機能が追加された。
2018年1月19日には、フォトカツ！2周年記念をして特設サイトでの「ユニットカップ」の結果発表をしている。また、好きなPR提供も期間限定で行っている。
2018年7月11日をもってサービス終了となった。
また、イベントについて、2017年10月12日アップデート以降の形式は以下の5タイプある。
- 通常曲ライブでイベントアイテムを獲得して、アイテム消化してイベント曲ライブを行い、イベントポイントやランキング上位に応じたごほうびや限定フォトを獲得する。限定シナリオも難易度に応じたシナリオ条件で開放される。（イベント前半に行われる傾向）
- 通常曲ライブの評価に応じて、イベント期間限定のごほうびや限定フォトを獲得する。（イベント後半に行われる傾向）
- 通常曲ライブを目標ノートにおける条件でごほうびを獲得する。（これは2016年のバレンタイン・ひなまつりイベント後半に行われた。）
- また、2016年6月20日アップデートのイベントはメドレーを初開催し、3曲ライブを行った後、評価ゲージに応じてイベント限定追加曲を行う。限定シナリオもイベントポイントに応じて開放される[注 23]。
- 2017年10月22日アップデートのイベントではハイスコアアワードを追加し、決められた課題曲でハイスコアを競い合い、ランキング上位に応じたごほうびやトロフィーを獲得する。（ドロップイベントと並行して行われる傾向）

## テレビアニメ・劇場版
2012年10月8日から2016年3月31日まで全178話がテレビ東京系列にて放送。サンライズが女児向けのテレビアニメ作品を制作するのは『ママは小学4年生』（日本テレビ）以来約20年振りとなる。番組終了時次回予告の前にはミニコーナー「アイカツ格言」が入っていたが、4thシーズン（153話以降）では「ステージダイアリー」に差し替えられた。
2015年4月2日放送の第127話からテレビ東京系列での放送時間が毎週木曜18:30 - 19:00に変更され2年ぶりの移動となり、サンライズの分社化の影響でアニメーション制作もバンダイナムコピクチャーズ（以下「BN Pictures」）に変更された。
放送終了後も以下の後続シリーズが製作され、同じくテレビ東京系列で放送されているが、クロスオーバー作品である『アイカツオンパレード!』を除き、キャラクターや設定、世界観はそれぞれ独立したものとなっている。『アイカツスターズ!』以降はBN Picturesが全作品のアニメーション制作を担当。

### テレビアニメ
|   | 作品名称                                 | 放送期間                      | 話数  | 監督       | シリーズ構成 | キャラクター デザイン | 音楽                              |
| - | ---------------------------------------- | ----------------------------- | ----- | ---------- | ------------ | --------------------- | --------------------------------- |
| 1 | アイカツ!                                | 2012年10月8日 - 2016年3月31日 | 178話 | 木村隆一   | 加藤陽一     | やぐちひろこ          | MONACA                            |
| 2 | アイカツスターズ!                        | 2016年4月7日 - 2018年3月29日  | 100話 | 佐藤照雄   | 柿原優子     | 愛敬由紀子            | onetrap                           |
| 3 | アイカツフレンズ!                        | 2018年4月5日 - 2019年3月28日  | 50話  | 五十嵐達也 | 柿原優子     | 渡部里美              | DIGZ MOTION SOUNDS                |
| 3 | アイカツフレンズ! 〜かがやきのジュエル〜 | 2019年4月4日 - 9月26日        | 26話  | 五十嵐達也 | 柿原優子     | 渡部里美              | DIGZ MOTION SOUNDS                |
| 4 | アイカツオンパレード!                    | 2019年10月5日 - 2020年3月28日 | 25話  | 五十嵐達也 | 柿原優子     | 渡部里美              | MONACA onetrap DIGZ MOTION SOUNDS |
| 5 | アイカツプラネット!                      | 2021年1月10日 - 6月27日       | 25話  | 木村隆一   | 千葉美鈴     | 宮谷里沙              | 渡部チェル 小野貴光 津田ケイ      |

### 劇場版
|                   | 作品名称                                                      | 公開日         | 監督                      | 脚本                      | キャラクター デザイン | 音楽      |
| アイカツ!         | アイカツ!                                                     | アイカツ!      | アイカツ!                 | アイカツ!                 | アイカツ!             | アイカツ! |
| ----------------- | ------------------------------------------------------------- | -------------- | ------------------------- | ------------------------- | --------------------- | --------- |
| 1                 | 劇場版 アイカツ!                                              | 2014年12月13日 | 木村隆一（総） 矢野雄一郎 | 加藤陽一                  | やぐちひろこ          | MONACA    |
| 2                 | アイカツ!ミュージックアワード みんなで賞をもらっちゃいまSHOW! | 2015年8月22日  | 綿田慎也 （ディレクター） | 加藤陽一 （ステージ構成） | やぐちひろこ          | MONACA    |
| 3                 | アイカツ! 〜ねらわれた魔法のアイカツ!カード〜                 | 2016年8月13日  | 木村隆一                  | 加藤陽一                  | やぐちひろこ          | MONACA    |
| 4                 | アイカツ! 10th STORY 〜未来へのSTARWAY〜                      | 2022年7月15日  | 木村隆一                  | 加藤陽一                  | やぐちひろこ          | MONACA    |
| 5                 | アイカツ! 10th STORY 〜未来へのSTARWAY〜 2023年版             | 2023年1月20日  | 木村隆一                  | 加藤陽一                  | やぐちひろこ          | MONACA    |
| アイカツスターズ! |                                                               |                |                           |                           |                       |           |
|                   | 劇場版アイカツスターズ!                                       | 2016年8月13日  | 綿田慎也                  | 柿原優子                  | 愛敬由紀子            | onetrap   |
|                   | アイカツプラネット!                                           |                |                           |                           |                       |           |
|                   | 劇場版アイカツプラネット!                                     | 2022年7月15日  | 木村隆一                  | 千葉美鈴                  | 宮谷里沙              |           |

### テレビシリーズのネット局
本放送期間中にネットされた局のみ記載する。また、放送日時は各作品の項目を参照。
| 放送対象地域   | 放送局            | 系列                  | 備考                                     |
| -------------- | ----------------- | --------------------- | ---------------------------------------- |
| 関東広域圏     | テレビ東京        | テレビ東京系列        | 制作局                                   |
| 北海道         | テレビ北海道      | テレビ東京系列        | 同時ネット（全作放送）                   |
| 愛知県         | テレビ愛知        | テレビ東京系列        | 同時ネット（全作放送）                   |
| 大阪府         | テレビ大阪        | テレビ東京系列        | 同時ネット（全作放送）                   |
| 岡山県・香川県 | テレビせとうち    | テレビ東京系列        | 同時ネット（全作放送）                   |
| 福岡県         | TVQ九州放送       | テレビ東京系列        | 同時ネット（全作放送）                   |
| 日本全域       | BSテレ東          | テレビ東京系列 BS放送 | 全作放送                                 |
| 和歌山県       | テレビ和歌山      | 独立局                | 全作放送                                 |
| 宮城県         | 仙台放送          | フジテレビ系列        | 『アイカツプラネット!』のみ              |
| 山形県         | 山形放送          | 日本テレビ系列        | 『アイカツ!』のみ                        |
| 福島県         | 福島テレビ        | フジテレビ系列        | 『アイカツ!』と『アイカツスターズ!』のみ |
| 福島県         | テレビユー福島    | TBS系列               | 『アイカツプラネット!』のみ              |
| 新潟県         | NST新潟総合テレビ | フジテレビ系列        | 『アイカツオンパレード!』まで            |
| 新潟県         | 新潟放送          | TBS系列               | 『アイカツプラネット!』のみ              |
| 静岡県         | 静岡朝日テレビ    | テレビ朝日系列        | 『アイカツ!』のみ                        |
| 静岡県         | テレビ静岡        | フジテレビ系列        | 『アイカツプラネット!』のみ              |
| 滋賀県         | びわ湖放送        | 独立局                | 『アイカツ!』と『アイカツスターズ!』のみ |
| 広島県         | 広島ホームテレビ  | テレビ朝日系列        | 『アイカツ!』と『アイカツスターズ!』のみ |
| 広島県         | 中国放送          | TBS系列               | 『アイカツプラネット!』のみ              |
| 長崎県         | 長崎放送          | TBS系列               | 『アイカツ!』のみ                        |

## オフィシャルショップ
全国各地の商業施設（主に商業施設に出店しているナムコ直営店舗の一角）に期間限定で「アイカツ！オフィシャルショップ」がナムコの運営で出店されている。施設によっては複数回出店されたり比較的長期間出店しているところもある。2016年5月中旬より新シリーズの移行に併せて「アイカツスターズ！オフィシャルショップ」にリニューアルされた。
ショップ内にはミニアトラクションコーナーも設置されており、ゲームの結果に応じた景品がもらえる。玩具、書籍、CDといったアイカツ関連商品をはじめ、オフィシャルショップ限定商品も販売されている。また、購入額に応じてプロモーションカードももらえる。
2024年5月16日には常設のオフィシャルショップとして新たに『アイカツ! オフィシャルストア』がアトレ秋葉原1の2階に開設されたほか、11月24日にはイオンモールKYOTO Sakura館4階の「バンダイナムコ Cross Store京都」内に、2025年4月24日には「バンダイナムコ Cross Store 名古屋」内にも開設された。グッズの販売に加え、既に稼働終了していたデータカードダス『アイカツ!』および『アイカツオンパレード!』も再設置される。

### 公式サポーター
オフィシャルショップでは『アイカツ！』作中に登場したキャラクターが公式サポーターを務めており、一定期間ごとに担当キャラクターが入れ替わっていた。
- 初代 - 三ノ輪ヒカリ：担当期間は2013年10月から2014年9月（2014シリーズ期間中全弾）まで。
- 2代目 - Soleil（星宮いちご、霧矢あおい、紫吹蘭）またはPowa2×PuRiRiN!!!（有栖川おとめ、北大路さくら、神谷しおん）：店舗または期間によって担当が異なる。担当期間は2014年10月から2015年3月下旬（2015シリーズ1 - 3弾の期間中）まで[注 36]。
- 3代目 - 藤原みやび&服部ユウ：担当期間は2015年3月下旬から同年7月下旬（2015シリーズ4～5弾の期間中）まで。
- 4代目 - Tristar（神崎美月、藤堂ユリカ、一ノ瀬かえで）：担当期間は2015年7月下旬から9月下旬（2015シリーズ6弾期間中）まで。
- 5代目 - あまふわ☆なでしこ（栗栖ここね、藤原みやび）&堂島ニーナ：みやびは2度目の起用。担当期間は2015年10月から2016年5月中旬（2016シリーズ期間中全弾）まで。ニーナは11月下旬（2016シリーズ2弾）から追加起用された。

## アイカツ！デザインマート by AIKATSU！STYLE
『アイカツ！』のアパレル商品や雑貨を取り扱う「AIKATSU！STYLE（アイカツ！スタイル）」がバンダイの運営で出店されていた。また常設店以外でもウェブサイトや上記のオフィシャルショップ、商品取り扱い店舗でもアイカツ！スタイルレーベルの商品が販売されている。ただし玩具の販売は行っていない。2020年12月の『アイカツプラネット！』展開開始時に現在の商号に変更した。2022年6月5日に東京駅店が閉店した事で常設店舗は消滅した。

### 常設店
- 原宿店…常設1号店。2013年3月23日原宿ソラド竹下通りにオープン。その後2014年4月25日に店舗を拡大リニューアルした。2017年2月19日閉店。
- 東京駅店…常設2号店。2013年12月9日東京駅一番街東京キャラクターストリートにオープン。開店当初はデータカードダスは未設置であったが、「アイカツプラネット!」稼働以降は設置されていた。2022年6月5日閉店[43]。

## ライブ公演

### LIVE☆イリュージョン
『アイカツ! LIVE☆イリュージョン』は、2014年8月16日から20日まで東京国際フォーラムで開催のアニメキャラによる初のライブ公演。ホログラム映像とプロジェクションマッピングを使用し、アイドルによる歌唱の他、トークやファッションショーも行う。ナイトタイム限定でSTAR☆ANISも出演。ホログラム監修はスギボンジ。
人気を受け『アイカツ!LIVE☆イリュージョン スペシャル上映会』と題し、東映配給で2015年2月21日・22日に全国7劇場で劇場公開された。

#### セットリスト（ライブ公演）
LIVE☆イリュージョンパート
- KIRA☆Power
- ダイヤモンドハッピー
- ハッピィクレッシェンド
- 笑顔のSuncatcher
- アイドル活動!
- オリジナルスター☆彡
- SHINING LINE*（アンコール）

#### 販売トラブル
イープラスでのチケット販売において、人為的な不手際により重複販売するというトラブルが発生した。そのため一部公演について販売枚数の上限を超えてしまうという事態となり、ナイトタイム公演でチケットを用意できなかった購入者に対し振替希望を募る対応を取った。

#### ハコビジョン版
2014年8月16日に3Dホログラムライブが楽しめる『ハコビジョン アイカツ! LIVE☆イリュージョン』がプレミアムバンダイほか一部店舗で限定発売。

#### 第2弾
『アイカツ！LIVE☆イリュージョン 〜3大チーム！ドリームマッチ♪〜』
2016年1月9日・10日に大阪・堂島リバーフォーラム、2月20日・21日に東京・ヒカリエホールで開催。初音ミクもゲスト出演。
2017年4月から5月の『アイカツスターズ！イリュージョンShow Time』開催を記念して、2017年2月にアンコール公演の『アイカツ！LIVE☆イリュージョン ～3大チーム！ドリームマッチ♪～ アンコールParty』がDMM VR THEATER（横浜）で開催。内容は前回の一部が変更されている。

### ワンマンライブ・ライブツアー
『STAR☆ANIS アイカツ！スペシャルLIVE 2015 SHINING STAR*』
2015年2月11日に渋谷公会堂で開催されたワンマンライブ。
『STAR☆ANIS アイカツ！スペシャルLIVE TOUR 2015 SHINING STAR*』
2015年5月から6月に5つの都市で開催されたライブツアー。
『AIKATSU☆STARS! アイカツ！スペシャルLIVE 2015 Lovely Party!!』
2015年11月21日に中野サンプラザで開催されたワンマンライブ。
『AIKATSU☆STARS! スペシャルLIVE TOUR』
2018年1月から2月に5つの都市で開催予定のライブツアー。

### ミュージックフェスタ
『アイカツ！ミュージック フェスタ』は、2016年3月19日から21日までTDCホールで開催のSTAR☆ANISとAIKATSU☆STARS!によるライブ公演。
2017年3月25・26日には『「フォトカツ！」presents アイカツ！ミュージック フェスタ 2017』がパシフィコ横浜 国立大ホールで開催。前述した「フォトカツ！」のプロデュースイベントで、1日目はスターズの楽曲を中心に構成され、2日目のファミリー回はTVアニメとスターズのショートサイズが、ナイトタイムはTVアニメと本作の楽曲を中心に構成された。なお、昨年3月でAIKATSU☆STARS!を卒業したもなに代わり、りえが氷上スミレを、ふうりが夏樹みくるをそれぞれ担当した。
2018年2月27・28日には『アイカツ！ミュージックフェスタ in アイカツ武道館！』が日本武道館で開催され、合わせて2018年1月8日に『アイカツ！ミュージック フェスタ for ファミリー』もTDCホールで開催された。

## ネット配信特番
2014年12月30日にインターネット配信特番として『紅白アイカツ合戦』が、YouTube、Ustream、バンダイチャンネル、ニコニコ生放送で放送配信された。出演は松澤千晶、FUJIWARA、橋本環奈。
学園やユニットを超え紅白に分かれ繰り広げられ、公式サイトで投票を募り番組内で結果発表された。2014年12月31日には優勝した組のミュージックビデオ1弾、2015年1月6日には2弾が配信された。1弾では藤原みやび、風沢そら、紅林珠璃で「薄紅デイトリッパー」と白組スターライト学園全員で「SHINING LINE*」、2弾では一ノ瀬かえで、有栖川おとめで「Poppin´ Bubbles」と星宮いちご、霧矢あおい、紫吹蘭で「Blooming♡Blooming」を公開。

## コラボレーション
たまごっち
たまごっちとのコラボレーションとして、2013年6月15日にオリジナルカラーの『Tamagotchi P's feat.アイカツ!Set』と『たまデコピアスfeat.アイカツ!ver.』が発売。星宮いちご、霧矢あおい、紫吹蘭をイメージした「いちごちゃんっち」「あおいちゃんっち」「らんちゃんっち」を育てることができ、アイテムやミニゲームもアイカツ仕様になる。後に『ドリアカver.』も登場し、音城セイラ、冴草きい、風沢そらをイメージした「セイラちゃんっち」「きいちゃんっち」「そらちゃんっち」を育てることができる。また、新作の『Tamagotchi 4U』でも『タッチフォーユー カード&カバーセット feat.アイカツ!ver.』が発売し、星宮いちご、大空あかりをイメージした「いちごちゃんっち」「あかりちゃんっち」を育てることができる。
太鼓の達人
太鼓の達人シリーズｆｒコラボとして、星宮いちごと大空あかりをモデルとしたどんちゃんの着せ替えが登場した。
警視庁
『劇場版アイカツスターズ！』のコラボレーションとして、犯罪抑止対策本部が防犯アプリ「Digi Police」のポスター掲示で劇場版絵柄でのコラボ企画をしている他、「Digi 分署」の署長に霧矢あおいを期間限定で就任している。
富士急行・富士急ハイランド
5周年を記念したコラボレーション「アイカツ！in富士急ハイランド」として、2017年12月17日から2018年3月31日まで開催している。6000系車両1編成に特製ヘッドマーク・ポスター展開や富士急ハイランド駅のバナー装飾を行っている。
富士急ハイランド構内でも、オリジナルアイカツ！カード配布・コラボ観覧車・スタンプラリー・グッズ販売を実施している。
スーパーロボット大戦X-Ω
iOS / Android用アプリゲーム。
ロボットアニメが多数登場するクロスオーバー作品。アイカツシリーズ5周年記念として、2018年9月に期間限定参戦。アニメ版第159話で描かれた劇中劇「アイドル宇宙戦記オオゾラッコーン」から大空あかりとオオゾラッコーンがプレイヤーが使用可能なユニットとして登場。

## 日本国外での展開
台湾
『偶像學園』のタイトルで2014年10月よりテレビアニメとデータカードダスの稼働を開始。当初はほとんどが日本版の使い回しだったが、1stシリーズ第3弾より日本版のプロモーションカードをベースにした独自のカードセットや香港版をベースにした独自のバインダー等の玩具も展開。日本では特典だったプロモーションカードがカードセットとなり箔押しデザインに変更されているものが多い。2ndシリーズからはAKB48の馬嘉伶とのコラボを行いCMやイベントにも出演、公式ファンブックも発行され馬嘉伶とのコラボのアイカツカードも発行されている。
2019年3月にアイカツフレンズ!の台湾版である『偶像學園 Friends!』に後継。
インドネシア
『Aikatsu! Idol Academy!』のタイトルで台湾と同時期の2014年10月よりテレビアニメとデータカードダスが稼働中。稼動当初からJKT48とのタイアップを行いアニメの主題歌を歌うほかCMやイベントにも出演、公式ファンブックも発行されJKT48とのコラボのアイカツカードも発行されている。日本では特典だったプロモーションカードの一部（スクールドレス他）が箔押しデザインに変更のうえ筐体払い出しのノーマルカードに追加されている。日本版のプロモーションカードをベースにした独自のカードセットや香港版をベースにした独自のバインダー等の玩具も展開。
2018年5月の2ndシリーズ第6弾を最後に更新停止。
香港
『星夢學園』のタイトルで2014年1月よりテレビアニメと玩具シリーズを展開し、独自の現地仕様の玩具やバインダー等も展開。当初は玩具のほかスマートフォンアプリを使ったカードスキャンやコーデ、ムービーの閲覧などが中心だった。
データカードダスは2015年12月の1stシリーズ第3弾より稼働を開始、仕様は台湾版ベースとなっている。カードは筐体からの払い出しは行わず、設置されている店舗においてブースターパック（1パック3枚入）を販売。日本版のプロモーションカードをベースにした独自のカードセットも展開。日本では特典だったプロモーションカードがカードセットとなり箔押しデザインに変更されているものが多い。公式ファンブックも発行されている。
2019年3月にアイカツフレンズ!の香港版である『星夢學園 Friends!』に後継。
韓国
『아이 엠 스타！（アイ・アム・スター！）』のタイトルで2013年10月よりテレビアニメと玩具シリーズを展開。当初は玩具のほかスマートフォンアプリを使ったカードスキャンやコーデ、ムービーの閲覧などが中心だった。
データカードダスは2016年7月の3rdシリーズより稼働を開始、日本版のプロモーションカードをベースにした独自のカードセットや香港版をベースにした独自のバインダー等も展開。
2019年3月に展開終了、5月に完全撤退。
中国
『偶活学園（当初は偶像活動）』のタイトルで2016年11月に1stシリーズ第3弾よりデータカードダスの稼働を開始、仕様はインドネシア版ベースとなっている。日本では特典だったプロモーションカードの一部（スクールドレス他）が箔押しデザインに変更のうえ筐体排出のノーマルカードに追加されている。公式ファンブックも発行されている。
2019年3月にアイカツフレンズ!の中国版である『偶活学園 Friends!』に後継。

## 商品
| 公式サイトで発表されているもの。 - アイカツ!オリジナルICカード - オフィシャルICカードセット - アイカツ!オフィシャルバインダー ピンクステージ - アイカツ!オフィシャルバインダー エンジェリーシュガー - アイカツ!ブランドミックスバインダー - アイカツ!オフィシャルバインダー スイングロック - アイカツ!9ポケットバインダー セット - アイカツ!1ポケットバインダー セット - アイカツ!オフィシャルバインダー オーロラファンタジー&ボヘミアンスカイ - アイカツ!オフィシャルバインダー エンジェリーシュガーアクア - バッグ型ダインダーヴィヴィッドキス - アイカツ!オフィシャルバインダー ラブムーンライズ - データカードダスアイカツ!オフィシャルバインダー ライブイリュージョン - アイカツ!1ポケットバインダー セット ～ホロスコープ～ - アイカツ!オフィシャルバインダー ドリーミークラウン - 劇場版アイカツ!オリジナルオフィシャルバインダー - アイカツ!9ポケットバインダー セット NEW STAGE - 1ポケットバインダー セット 劇場版アイカツ! - 星宮いちご 入学セット - アイカツ!神崎美月 アイドルクイーンセット - アイカツ!エンジェリーシュガーコレクション - 星宮いちご NEWスクールドレスセット - アイカツ!グッドコーデパック - アイカツ!ロリゴシックコレクション - 大空あかりスクールドレスセット - データカードダスアイカツ!ラブムーンライズコレクション - アイカツ!ブランドドレスパック - 大空あかりNEWスクールドレスセット - アイカツ!デビュー大応援ブック 紅林珠檎スクールドレスセット - アイカツ!オフィシャルカードケース - データーカードダス アイカツ!オフィシャルカードケース ブルー - アイカツ!オフィシャルカードケース ドリームアカデミー - アイカツ!オフィシャルカードケース - アイカツ!つやつやクリアファッションシール - アイカツ!ブランドコレクション - アイカツ!ブランドコレクション2 - アイカツ!つやつやクリアファッションシール2 - アイカツ!あつめてコウカンプロフカード&シール - アイカツ!アンコールセレクション - カードダス アイカツ!女子力あっぷくりあシールセット - アイカツ!ブランドコレクション3 - アイカツ!コーデクリアシール - アイカツ!コーデクリアシール2 - アイカツ!ブランドコレクション4 - アイカツ!コーデクリアシール3 - アイカツ!ワンポケットバインダス - アイカツ!スペシャルコレクション - アイカツ!ブランドコレクション5 - アイカツ!ネイルアートシールセット - アイカツ!ワンポケットバインダス2 - アイカツ!ブランドコレクション6 - アイカツ!ブランドコレクション7 - アイカツ!フチキラクリアシールコーデDX | - アイカツ!データカードダスグミ - アイカツ!データカードダスグミ2 - データカードダス アイカツ!シールdeファッションコーデ - アイカツ!ウキウキポップキャンディー - アイカツ!データカードダスグミ3 - アイカツ!チョコ イチゴボール - アイカツ!クリアポーチコレクション - アイカツ!データカードダスグミ4 - アイカツ!ブランドアクセ&ハートケース - アイカツ!フィッシュソーセージ - アイカツ!ウキウキポップキャンディー - アイカツ!マスコット - アイカツ!エンジェリーシュガーセレクション - アイカツ!ひえひえアイスバー - アイカツ!チョコ イチゴボール（リニューアル） - アイカツ!キラメキドレスケーキ - アイカツ!キラキラジュエリーグミ - アイカツ!クリアポーチコレクション2 - アイカツ!ハッピークリスタルキャンディー - アイカツ!データカードダスグミ5 - アイカツ!キラキラデコチャーム - アイカツ!データカードダスグミ ラブコール - アイカツ!シールdeファッションコーデ2 - アイカツ!デコテープ - アイカツ!チョコポップアイスバー - アイカツ!フィッシュソーセージ第2弾 - アイカツ!ファッションドールコレクション - アイカツ!チョコBIG BOX - キャラデコ スペシャルデー アイカツ!キラメキドレスケーキ - アイカツ!データカードダスグミ6 - アイカツ!データカードダスグミリミテッド - アイカツ!マスコット2 - アイカツ!ハッピークリスタルキャンディー第2弾 - アイカツ!クールブランドセレクション - アイカツ!データカードダス7 - アイカツ!つながるケースコレクション - アイカツ!推し麺 みそ野菜ラーメン - アイカツ! 公式ファンブック デビューレッスン号 - アイカツ! 公式ファンブック Lesson1 - アイカツ! 公式ファンブック Lesson2 - アイカツ! 公式ファンブック Lesson3 - アイカツ! 公式ファンブック Lesson4 - アイカツ! 公式ファンブック Lesson5 - アイカツ! 公式ファンブック 2014 STAGE1 - アイカツ! 公式ファンブック 2014 STAGE2 - アイカツ! 公式ファンブック 2014 STAGE3 - アイカツ! 公式ファンブック 2014 STAGE4 - アイカツ! 公式ファンブック 2014 STAGE5 - アイカツ! 公式ファンブック 2014 STAGE6 - アイカツ! 公式ファンブック 2015 APPEAL1 - アイカツ! 公式ファンブック 2015 APPEAL2 - アイカツ! 公式ファンブック 2015 APPEAL3 - アイカツ! 公式ファンブック 2015 APPEAL4 - アイカツ! 公式ファンブック 2015 APPEAL5 - アイカツ! 公式ファンブック 2015 APPEAL6 - アイカツ! 公式ファンブック 2016 FEVER1 - アイカツ! 公式ファンブック 2016 FEVER2 - アイカツ! 公式ファンブック 2016 FEVER3 - アイカツ! カード ALLコレクション 2013 1st Season - アイカツ! カード ALLコレクション 2014 2nd Season - アイカツ! カード ALLコレクション 2015 3rd Season - アイカツ! カード ALLコレクション 2016 4th Season - アイカツ! アニメ&コミック - カラーワイドコミックス アイカツ! vol.1 - カラーワイドコミックス アイカツ! vol.2 - カラーワイドコミックス アイカツ! vol.3 - カラーワイドコミックス アイカツ! vol.4 - アニメディア編集部、バンダイナムコエンターテインメント・バンダイナムコピクチャーズ・テレビ東京『アイカツ! フォトonステージ!! ビジュアルコレクション』学研プラス、2016年8月2日。ISBN 978-4054064799。 - アニメディア編集部、バンダイナムコエンターテインメント・バンダイナムコピクチャーズ・テレビ東京『アイカツ! フォトonステージ!! イラストコレクション』学研プラス、2017年3月28日。ISBN 978-4054065369。 |

## 漫画
- 小学館『ちゃお』では、『アイカツ! 〜NEXT PHASE〜』までが白雪バンビ。『アイカツ! GO! GO! GO!』からもちうさぎ。
  - 2012年12月号掲載の読切漫画。オリジナルキャラの真白桃が主人公のオリジナル漫画。『カラーワイドコミックス アイカツ! vol.1』に全ページカラーに修正したうえで掲載。
  - 2013年6月号から2014年2月号まで連載されたショートコミック版。作品は『カラーワイドコミックス アイカツ!』に全ページカラーに修正したうえで掲載。
  - 2014年3月号から2014年8月号まで連載された長編コミック版『アイカツ! 〜Secret Story〜』。オリジナルキャラのマリーを主人公に、いちご留学中の空白の一年を描いたオリジナルエピソード。単行本全1巻、描き下ろしも収録。
  - 2014年9月号から2015年2月号まで連載の『アイカツ! 〜NEXT PHASE〜』。『カラーワイドコミックス アイカツ!』に全ページカラーに修正したうえで途中まで掲載。
  - 2015年6月号から2016年3月号まで連載の『アイカツ! GO! GO! GO!』。主人公の西園寺つばきはゲームおよびアニメにも登場。『カラーワイドコミックス アイカツ! GO! GO! GO!』に全ページカラーに修正したうえで掲載。
  - また、2014年11月号には白雪バンビによる『アイカツ! 〜2015シリーズスタート記念 スペシャルまんが〜』（第1弾のプレイ内容と感想）が掲載、2015年4月号と5月号にはなぎり京による『アイカツ! ルポまんが』（第5弾のプレイ内容と感想）が掲載。
- 『アイカツ! 公式ファンブック』では、同じく白雪バンビともちうさぎ。
  - 白雪バンビ版は『デビューレッスン号』から『APPEAL3』まで連載。『カラーワイドコミックス アイカツ!』に全ページカラーに修正したうえで途中まで掲載。
  - もちうさぎ版は『APPEAL4』から『FEVER3』まで連載。『カラーワイドコミックス アイカツ!』未掲載。
- 小学館『ぷっちぐみ』2013年1月号から2016年4月号まで連載。ネームはかなき詩織、イラストは朱音、2013年11月号から小鷹ナヲ。
  - 朱音版は『アイカツ! アニメ&コミック』に途中までと描き下ろしを掲載。
  - 小鷹ナヲ版は単行本『アイカツ! まんが&まんが家カツドウ!』『アイカツ! まんが&12星座うらない』『アイカツ! まんが&クイズ』に収録（終盤は未収録）。
- 小学館『小学一年生』2013年4月号から2015年3月号まで連載、『小学二年生』2013年9月号から2016年3月号まで連載。作者はなぎり京。未単行本化。
- 2017年8月9日発売のCD『僕らの奇跡／アリスブルーのキス 〜Another Color〜』のブックレットには男子会メンバーが主人公のショートコミック『DANSHI-KAI story』が掲載。作者は八代咲、ストーリー原案は木村隆一。

## 小説
- アイカツ! 
  - 2013年8月12日に小学館ちゃおノベルズより発売。イラストなぎり京、原作・サンライズ、原案・バンダイ、文・大知慶一郎、ストーリー協力・加藤陽一。アニメ版第1話から第3話を基にしてオリジナルエピソードも加えた小説。
- 劇場版アイカツ!
  - 2014年12月17日に小学館ジュニア文庫より発売。企画/原作・サンライズ、原案・バンダイ、著/脚本・加藤陽一。劇場版アイカツ!のノベライズ小説。